# Kherson
Ne pas confondre avec la ville antique de Chersonèse
Kherson (ukrainien : Херсон, /xerˈsɔn/ ; russe : Херсон, [6/xʲɪrˈson/]) est une ville du Sud de l'Ukraine. Elle est la capitale administrative de l'oblast de Kherson. Sa population s'élevait à 66 000 habitants au 28 janvier 2025 . La ville, qui a été fondée sur la rive droite du Dniepr par Catherine II Impératrice de Russie en 1778 sur un territoire qui faisait partie du khanat de Crimée, a abrité dès ses débuts un chantier naval, puis a développé une industrie de transformation des produits agricoles fournis par la région.
Durant l'ère soviétique (1922-1991) l'industrie se développe fortement, en particulier le secteur de la construction et de la réparation navale, celui de la métallurgie et de la mécanique légère ainsi que l'industrie alimentaire. La population croit rapidement passant de 70 000 à 355 000 habitants durant cette période.
Les forces russes capturent la ville le 2 mars 2022, à la suite de l'invasion de l'Ukraine par la Russie. Ce contrôle revêt une dimension symbolique forte puisqu'il s'agit de la seule capitale régionale ukrainienne que l'armée russe soit parvenue à conquérir depuis le début de l'invasion. Le 9 novembre 2022, le ministre russe de la Défense Sergueï Choïgou ordonne le retrait des troupes russes de la rive droite du Dniepr et donc par voie de conséquence de la ville de Kherson. Le 11 novembre, l'armée ukrainienne reprend la ville.

## Histoire

### Khanat de Crimée
Le territoire sur lequel se situe Kherson est occupé par des populations principalement guerrières et nomades d'origine orientale (Pectchenègues, Coumans) lorsqu'au XIIIe siècle les Mongols envahissent la région et l'intègrent à la Horde d'Or. À la suite de l'éclatement de cet empire mongol, la région est rattachée en 1441 au khanat de Crimée.

### Sitch zaporogue
Il existe des preuves de l'existence sur le territoire de Kherson moderne de la ville de Bilikhovichi (ukr. Біліховичі), fondée au XVIe siècle par les cosaques ukrainiens. La ville était en grand déclin et fut abandonnée au XVIIIe siècle. Au XVIIIe siècle l'Empire russe s'empare progressivement de ce territoire

### Fondation de Kherson (1778)

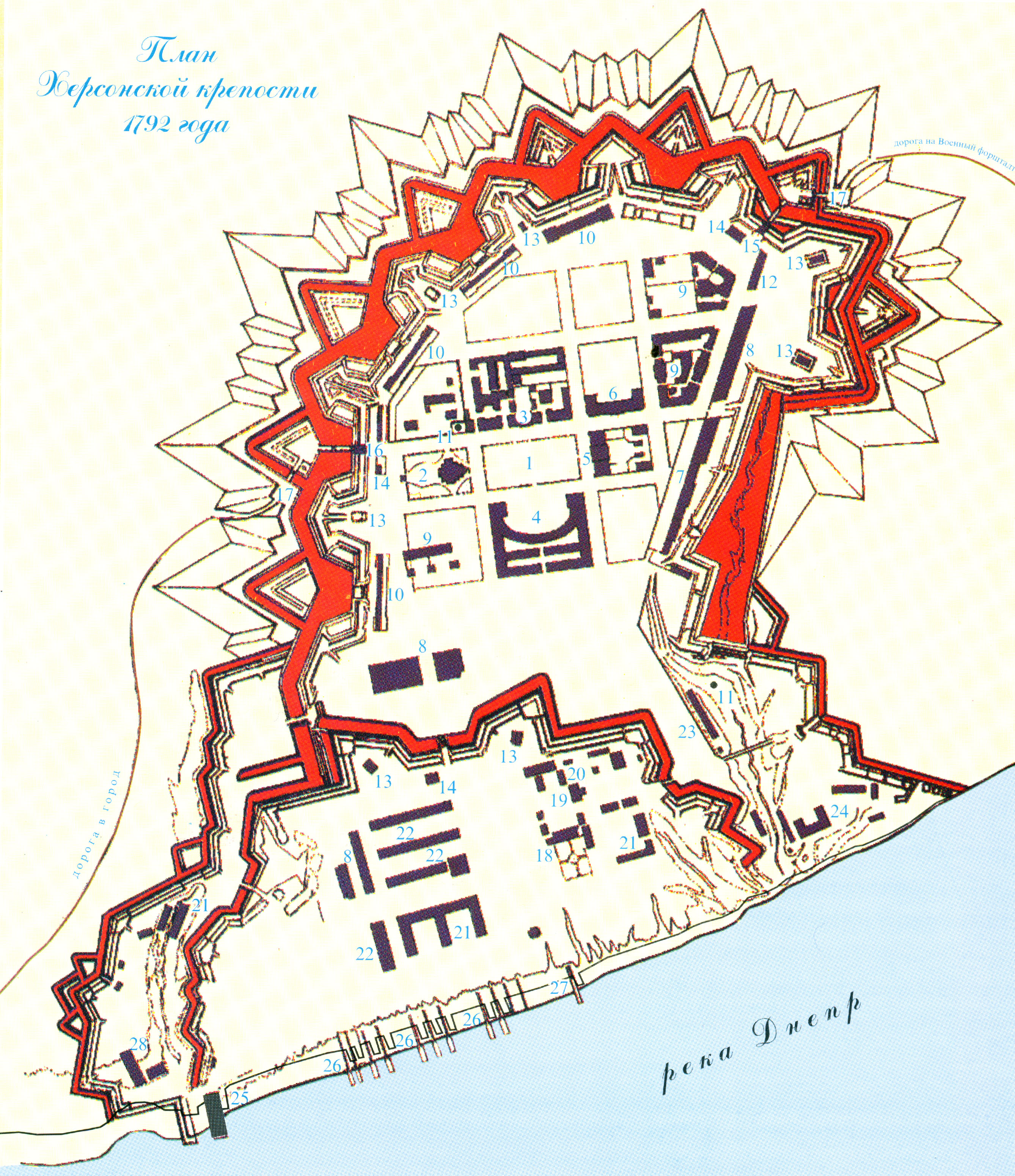
Plan de la forteresse de Kherson (1792).

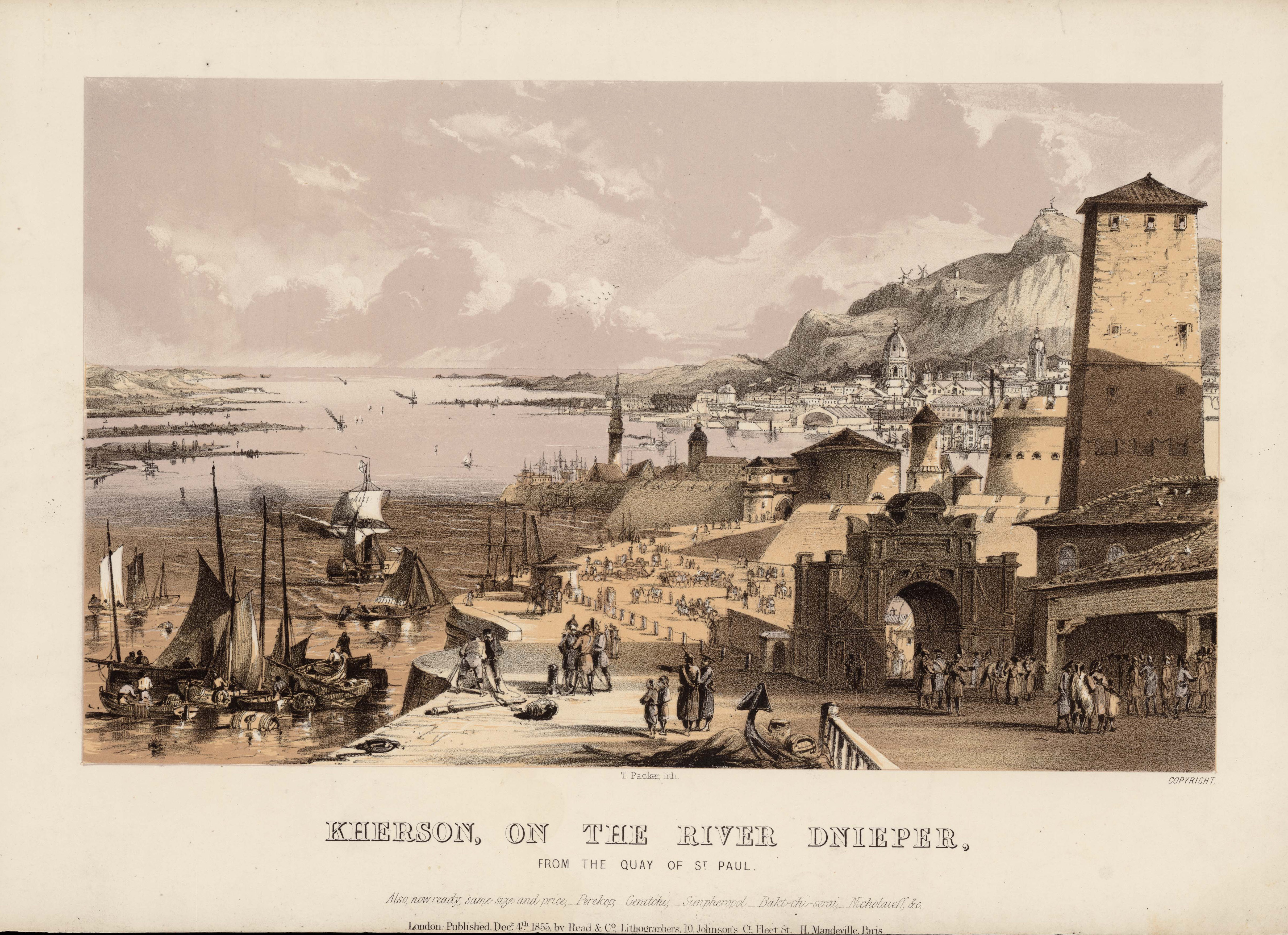
Quai Saint-Paul à Kherson en 1855.

Sur les cartes du XVIIe siècle, et jusqu'au milieu du XVIIIe siècle, la ville de Bilehowisce (Біліховичі, Білховичі) probablement en situation de déclin, était située à l'emplacement de la future ville de Kherson. Durant la guerre austro-russo-turque de 1735-1739 les Russes construisent en 1737 un fort sur la rive droite du Dniepr avant le delta du fleuve à l'emplacement de la future ville de Kherson. La victoire définitive de la Russie sur le khanat de Crimée (Guerre russo-turque de 1768-1774) donne aux Russes un accès à la mer Noire. Ils décident de construire au pied de la forteresse un chantier naval qui doit permettre de constituer une flotte de guerre. L'impératrice Catherine II décide en 1778 de faire construire outre le chantier naval, une forteresse et une ville qui est baptisée Kherson en l'honneur de la colonie grecque de l'Antiquité Chersonèse (Khersones en russe). Le favori de l'impératrice, Grigori Potemkine, est chargé de la colonisation des régions conquises (la Nouvelle-Russie) et joue un rôle central à ce titre dans la conception et la réalisation de la ville. L'officier de marine Ivan Hannibal dirige la construction de la forteresse, baptisée Alexanderschatz, et celle de la ville. Un des premiers bâtiments construits est la cathédrale Sainte-Catherine où Potemkine sera enterré par la suite. Dès 1783 un navire de ligne de 66 canons est lancé par le chantier naval. Kherson restera jusqu'en 1827 le siège de l'amirauté russe de la Mer Noire.
Kherson devient un centre de commerce important grâce à ses liaisons maritimes avec les ports des autres pays méditerranéens. Cette activité est favorisée par l'annexion de la Pologne par la Prusse en 1772 (premier partage de la Pologne) qui isole le bassin de la Vistule de la mer. Faute de débouchés, les régions céréalières du sud de la Pologne se tournent vers la mer Noire pour écouler leur production via les fleuves du Dniestr et du Boug méridional. Mais le transfert du siège de l'amirauté au port de Mykolaïv et la fondation d'Odessa en 1794 réduisent progressivement l'activité du port et du chantier naval. En 1803 Kherson devient le chef-lieu de la Nouvelle-Russie, région rassemblant les nouvelles conquêtes de la Russie au sud de l'Ukraine qui comprend notamment les oblasts actuels d'Odessa, de Kherson et Kirovograd). Armand-Emmanuel du Plessis de Richelieu, devenu gouverneur de la ville en 1805, consacre une partie des taxes perçues sur le territoire de la province à l'extension de la ville.

### Développement de l'activité industrielle (1860-1914)
Jusque dans les années 1850 la principale activité de Kherson est la transformation des produits agricoles. Mais à partir des années 1860 l'industrie se développe rapidement. La population de la ville atteint près de 60 000 habitants en 1897 dont 47 % de Russes, 29 % d'Ukrainiens et 20 % de juifs. En 1907 la première ligne de chemin de fer reliant Kherson aux principales villes du pays est inaugurée. Le port de commerce reprend de l'importance grâce au creusement d'un chenal qui permet aux navires ayant jusqu'à sept mètres de tirant d'eau d'y accéder. Le trafic du commerce atteint ainsi 1,1 million de tonnes en 1913. En 1914 la ville comprend deux chantiers navals, trois fonderies de fer, quatre grandes scieries, cinq tanneries, une usine de tabac, neuf imprimeries et deux brasseries qui emploient 8 500 ouvriers en tout. Durant la révolution russe de 1905 la ville est le siège de grèves ouvrières et d'une mutinerie d'un bataillon disciplinaire.

### Au temps de l'Union soviétique (1917-1939)
À la suite de la révolution russe de 1917, qui renverse le régime impérial, Kherson change de main à plusieurs reprises au cours de la guerre civile russe. Le pouvoir est détenu initialement par des représentants de la République populaire ukrainienne avant d'être chassé en janvier 1918 par les troupes bolchéviques qui sont elles-mêmes expulsées de la ville par les troupes austro-allemandes en avril 1918. En 1919 la ville est occupée quelques mois par les Français et les Grecs venus soutenir les Armées blanches. Cette intervention donne lieu à de violents combats en mars 1919 entre les Franco-Grecs et les forces ralliées à l'Armée rouge venues les chasser.
La population de la ville est décimée par la famine entre 1921 et 1923 passant de 75 000 à 41 000 habitants mais elle reprend sa croissance par la suite et en 1939 la population atteint 97 000 habitants. Sous le nouveau régime sont inaugurés la ligne de chemin de fer reliant Kherson aux régions de l'est de l'Ukraine et un premier barrage sur le Dniepr (DniproHES) facilitant la navigation sur le fleuve. Ces deux réalisations contribuent à favoriser l'activité portuaire de Kherson. Plusieurs grands établissements industriels sont créés dont une conserverie, une usine de fabrication de moteurs, une autre de fabrication de machines électrique et une raffinerie de pétrole.

### Seconde Guerre mondiale (1939-1945)
Le massacre des officiers et de l'intelligentsia polonaise perpétré par le NKVD à la suite de l'Invasion soviétique de la Pologne (1939) se déroule en partie à Kherson. À la suite de l'entrée en guerre de l'Allemagne contre l'Union soviétique en 1941, la ville est occupée par les troupes nazies après un affrontement qui dure trois jours et s'achève le 18 août 1941. Durant l'occupation les Allemands sont confrontés aux mouvements de résistance organisés d'une part par les nationalistes ukrainiens (OUN) et d'autre part par l'Armée rouge.
Vers la fin du mois de septembre 1941, les troupes d'occupation ont transféré quelques milliers d'habitants à la prison municipale puis quelques jours après, ils les ont exécutés dans les sites entre le village de Zélénivka et Kherson même. Les exécutions ont duré deux jours. Selon Youri Karapouline plus de dix mille personnes ont été tuées.
À partir de la bataille de Stalingrad, les troupes soviétiques font reculer progressivement les armées allemandes. Entre le 2 novembre et le 21 décembre 1943 elles détruisent la tête de pont que les Allemands tentent de maintenir sur la rive gauche du Dniepr face à Kherson. Deux mois plus tard elles franchissent le fleuve vers Antonivka et libèrent la ville à la suite de combats qui ont lieu du 11 au 13 mars 1944. Durant le conflit Les habitants de Kherson ont payé un lourd tribut. De nombreux civils ont péri et la communauté juive qui représentait 26 % de la population a été exterminée en majeure partie par les nazis. Elle ne représente plus que 6 % de celle-ci en 1959.

### Après guerre (1945-1990)
Au cours des décennies qui suivent la Seconde Guerre mondiale, Kherson voit son activité industrielle se renforcer. Sont notamment construits durant cette période deux grands chantiers navals, une des plus grandes usines textiles d'Union soviétique et une raffinerie. Le port joue un rôle croissant dans l'exportation des produits agricoles de l'Ukraine. La population atteint 261 000 habitants en 1970. L'exode rural, qui touche les campagnes du fait de la collectivisation des terres et de la mécanisation des travaux agricoles, fait passer la proportion des Ukrainiens de 36 à 63 % entre 1926 et 1959. Au cours des années 1960, un réseau de lignes de trolleybus ainsi qu'une liaison maritime régulière avec Odessa par hydroptère sont créés. En 1977 est inauguré le pont d'Antonivka, premier pont routier à franchir le Dniepr sur cette partie du fleuve (et le seul existant en 2022).

### Dans l'Ukraine indépendante (1990-)
La population de l'oblast de Kherson se prononce massivement (90,1 % de votes favorables avec une participation de 83,4 %) en faveur de l'indépendance de l'Ukraine lors du référendum national organisé le 1er décembre 1990.
À la suite de l'annexion de la Crimée par la Russie en 2014, Kherson devient la capitale du gouvernement en exil de la république autonome de Crimée.

### Invasion, occupation russe et libération (Depuis 2022)
La Russie déclenche l'invasion de l'Ukraine le 24 février 2022 et dès le premier jour les forces russes en provenance de Crimée au sud parviennent à s'emparer du pont routier d'Antonivka situé à la périphérie nord-est de Kherson, seul ouvrage permettant le franchissement du Dniepr sur une longueur de 100 kilomètres. Les forces ukrainiennes parviennent à reprendre possession du pont le lendemain matin mais perdent à nouveau son contrôle au cours de la même journée. Les combats dans Kherson et autour de la ville s'achèvent le 2 mars 2022 par la victoire des troupes russes. Dans les jours suivants les troupes russes tentent d'élargir leur tête de pont sur la rive droite du Dniepr en poursuivant leur offensive en direction de Mykolaïev à 60 kilomètres au nord-ouest avec comme objectif final de s'emparer d'Odessa et de l'ensemble de l'Ukraine du sud. Mais leurs troupes qui sont parvenues à pénétrer dans la ville de Mykolaïev sont repoussées. L'offensive s'arrête le 8 avril et au cours des mois suivants la tête de pont sur la rive droite du Dniepr est pratiquement cantonnée au territoire de l'oblast de Kherson situé sur cette rive du fleuve.

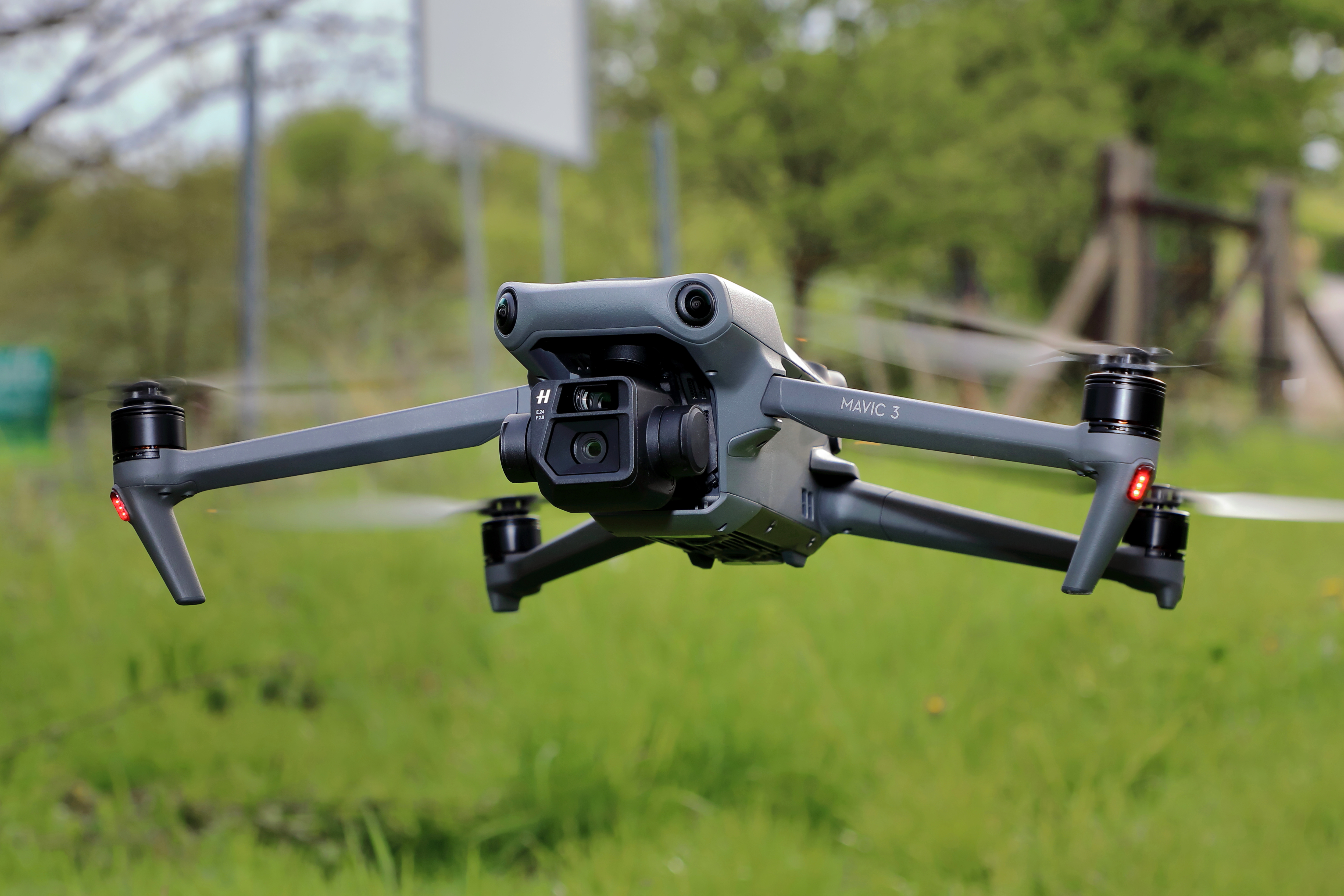
Un DJI Mavic, '’un des types de drones utilisés pour terroriser, traquer et abattre impitoyablement les civils dans les rues

À compter de juillet 2022, les troupes ukrainiennes lancent une contre-offensive visant à reprendre possession des territoires situés sur la rive droite du Dniepr et de Kherson. L'artillerie est utilisée pour détruire les ponts permettant de franchir le Dniepr (en particulier le pont routier d'Antonivka) qui permettent le ravitaillement des troupes russes. Néanmoins les gains territoriaux sont minimes et se font au prix de pertes sensibles côté ukrainien. Cette offensive a toutefois comme résultat de déclencher le renforcement des troupes russes en dégarnissant le front nord vers Kharkiv ce qui facilitera une percée ukrainienne dans cette région.
Prélude à l'annexion, les autorités d'occupation annoncent fin septembre l'octroi de passeports russes aux habitants, ainsi que le passage au rouble. Début octobre, deux jours après la proclamation russe, les Ukrainiens parviennent à percer au nord de la zone occupée par les Russes le long du Dniepr et parviennent à reprendre dans le cadre d'une offensive éclair plus de 2 400 km2. Les troupes russes se replient toutefois en bon ordre et l'avancée ukrainienne marque le pas au cours des semaines suivantes. Le 22 octobre les autorités d'occupation russes demandent aux habitants de Kherson de quitter la ville en prenant comme prétexte la situation militaire tendue.
Le 9 novembre 2022 Sergueï Choïgou, ministre russe de la Défense, ordonne le retrait des forces russes de la rive droite du fleuve Dniepr de la ville et de la région ukrainienne de Kherson. Le 11 novembre 2022, après 254 jours d'occupation russe, la ville de Kherson est libérée par l'armée ukrainienne. Après le retrait russe de la ville de Kherson, Alexandre Fomine (en) déclare le 12 novembre que la capitale provisoire de l'oblast sera Henitchesk, près de la flèche d'Arabat,.

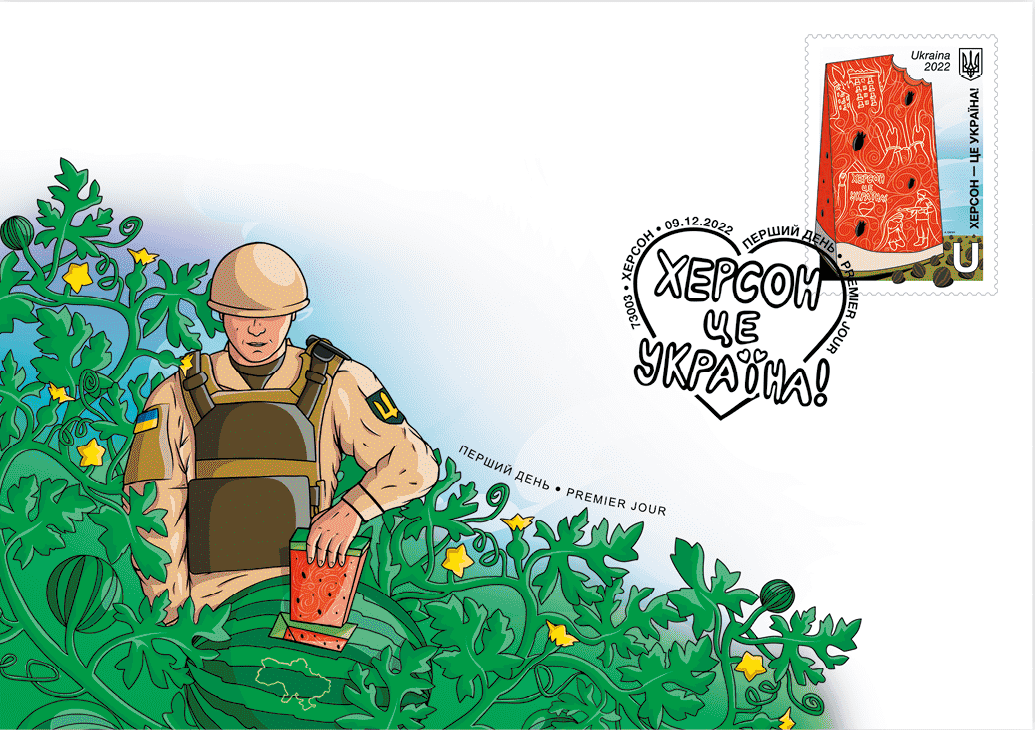
timbre et enveloppe Kherson, c'est l'Ukraine ! éditée le 9 décembre 2022.

Toutefois, après le départ des Russes, leur vengeance s'abat sur Kherson fin novembre 2022. Le 28 novembre 2022, les habitants fuient la ville de plus belle et seulement 17% des points d'accès électriques ont été restaurés.
Depuis le mois de septembre 2024, environ, Kherson est la cible quotidienne de bombardements menés par l'armée russe depuis l'autre rive du Dniepr. Une nouvelle forme d'attaque, surnommée « safari » a vu le jour. Mais ce ne sont pas des animaux qui sont chassés, ce sont des hommes. Les drones terrorisent, traquent et abattent impitoyablement les civils dans les rues,.

## Géographie

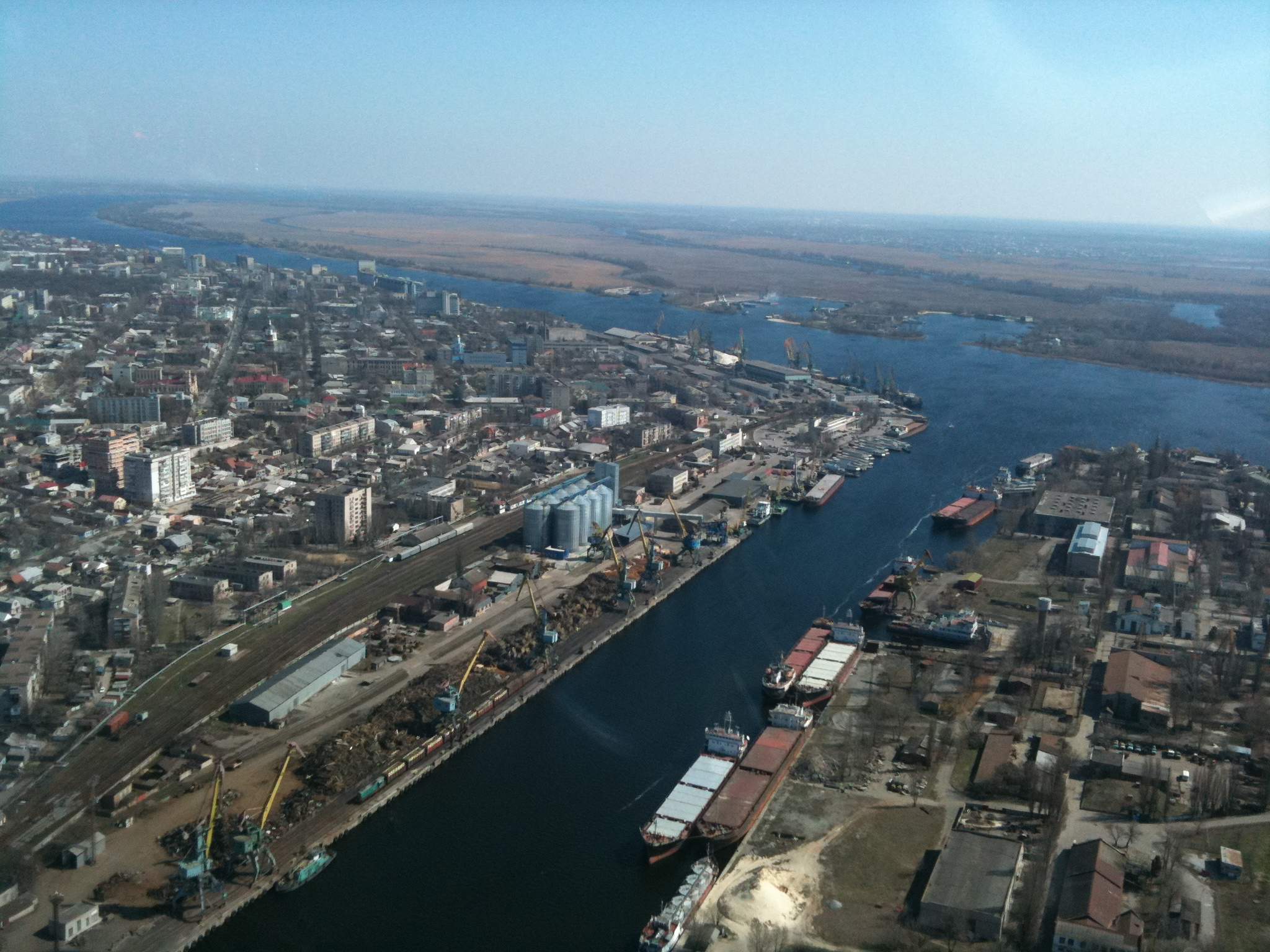
Vue aérienne d'une partie du centre-ville et des installations portuaires, du Dniepr (au fond) et de la rivière Kosheva (au premier plan).

Kherson est située dans une région de steppe typique de l'Ukraine du sud. La ville est implantée sur la rive droite du Dniepr immédiatement en amont de la division du fleuve en deux chenaux (le chenal principal et la rivière Kosheva). Le fleuve, qui est navigable, est large de plus de 500 mètres à la hauteur de la ville. Le fleuve est franchi uniquement par le pont routier d'Antonivka situé dans la banlieue nord éponyme. L'embouchure du fleuve sur la mer Noire se trouve à 78 km, tandis que 60 km en amont le Dniepr est barré par le barrage de Kakhovka. Ce dernier est à l'origine du réservoir de Kakhovka (1 850 km2) et est le point de départ du canal de Crimée du Nord qui alimente cette dernière en eau douce. La capitale de l'Ukraine, Kiev, est située à 447 km au nord-ouest. La grande agglomération la plus proche est Mykolaïv située à 60 km au nord-ouest.
Les installations portuaires et les industries lourdes sont implantées le long du fleuve en aval de la ville et sur l'île formée par la rivière Kosheva (un chenal secondaire du Dniepr) et le chenal principal. La ville est reliée à cette île par un pont. Dans le prolongement de celui-ci, l'avenue Ostrivka traverse de part en part l'île. À son extrémité, un pont piétonnier donne accès à une petite île occupée par un centre de loisirs très populaire : l'Hidropark qui est couvert de forêts et comporte un zoo et une plage.

Plans de la ville et de sa région
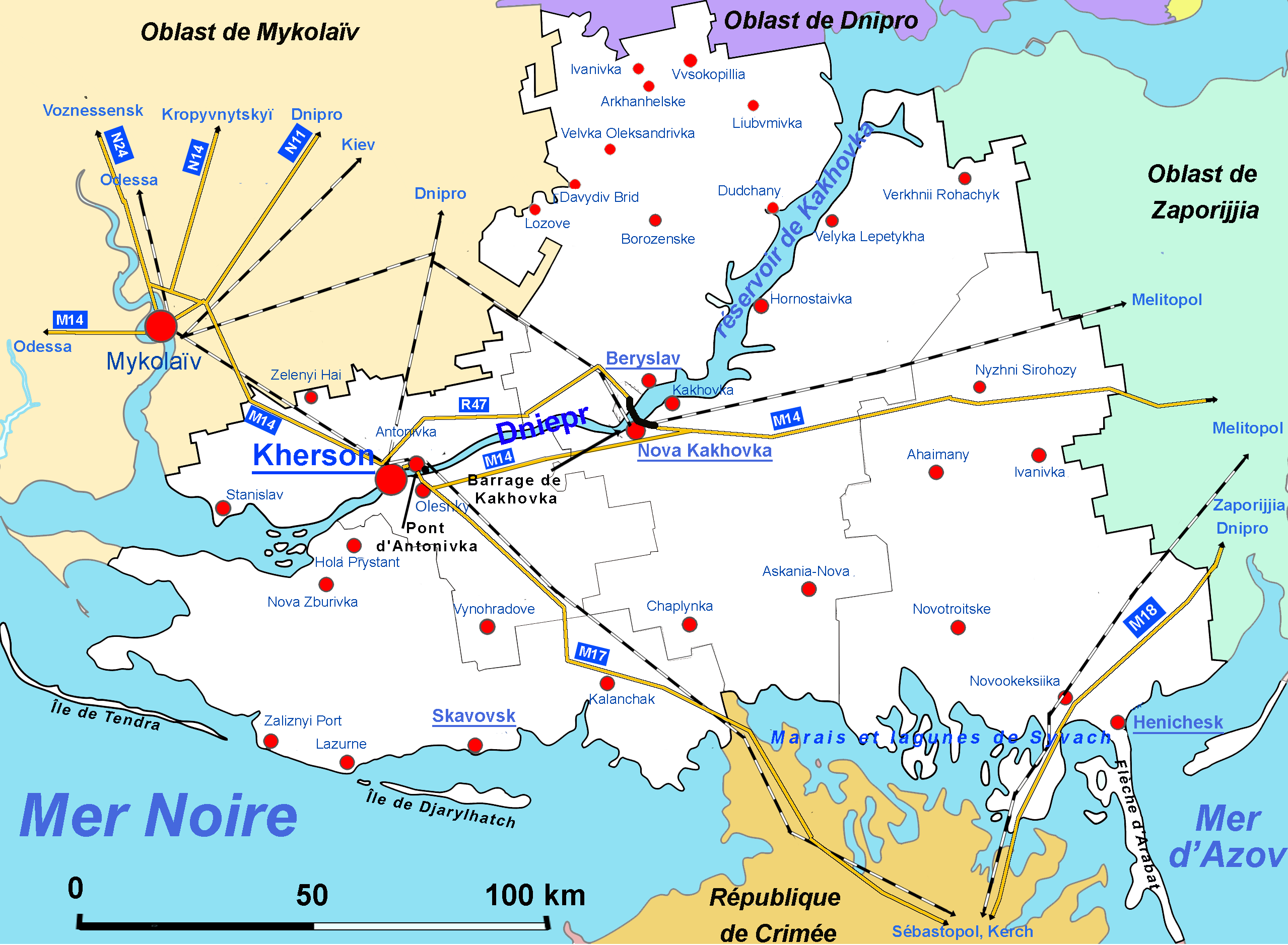
Situation de Kherson, agglomérations de l'oblast (région) de Kherson (fond blanc), principaux axes routiers et lignes ferroviaires.
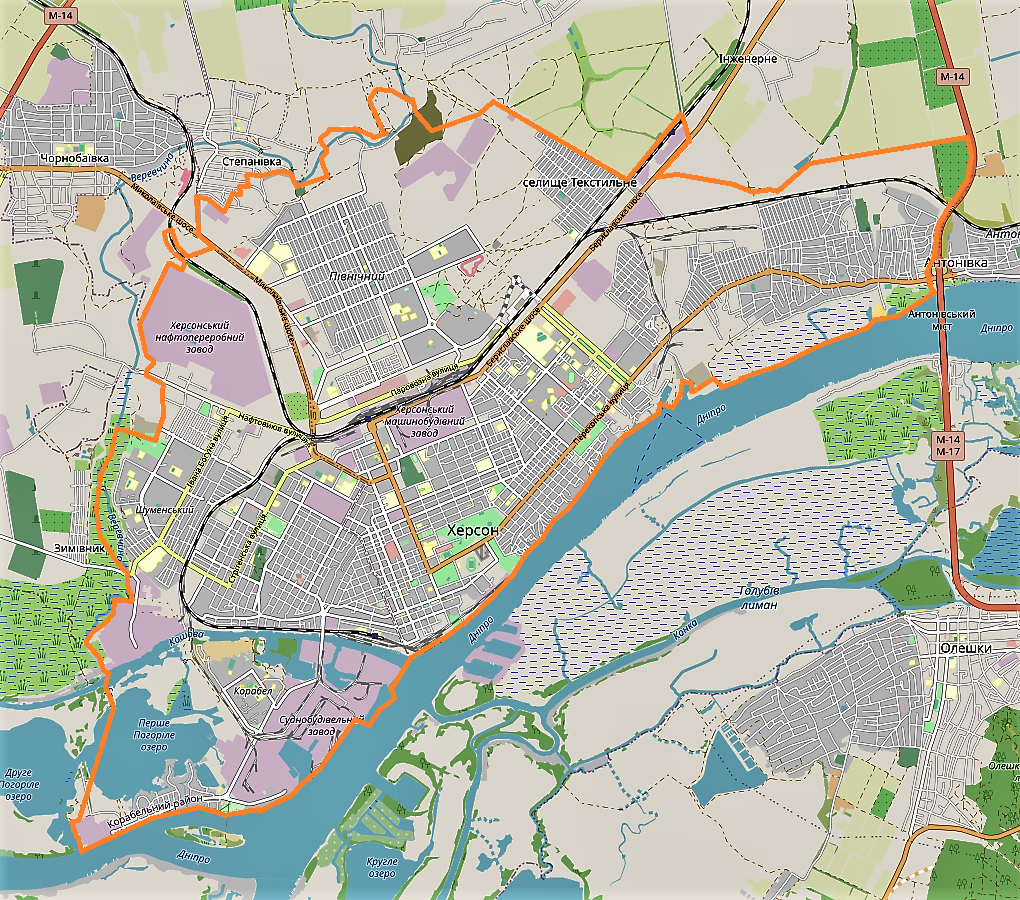
Plan de la ville.

## Administration
Kherson est la capitale de l'oblast de Kherson (région) qui compte environ un million d'habitants sur une superficie de 28 461 km2. La ville, caractérisée par un plan en damier, est subdivisée en trois districts (raïons) : Central, qui regroupe les quartiers les plus anciens de la ville, Korabel et Dnipro.

## Population
La ville a atteint son pic de population en 1989. Depuis la population décroit rapidement. Plusieurs facteurs touchant l'ensemble de l'Ukraine peuvent en être la cause : la crise économique affectant en particulier l'industrie et entrainant le départ vers d'autres régions ou vers d'autres pays, ou un déficit naturel dû à un taux de mortalité élevé.
| 1858   | 1897*  | 1911   | 1923*  | 1926*  | 1939*  |
| ------ | ------ | ------ | ------ | ------ | ------ |
| 40 400 | 59 076 | 85 300 | 41 086 | 57 376 | 96 987 |

| 1959*   | 1970*   | 1979*   | 1989*   | 2001*   | 2010    |
| ------- | ------- | ------- | ------- | ------- | ------- |
| 157 995 | 260 687 | 318 908 | 355 379 | 328 360 | 304 613 |

| 2011    | 2012    | 2013    | 2014    | 2015    | 2016    |
| ------- | ------- | ------- | ------- | ------- | ------- |
| 302 528 | 300 666 | 299 052 | 297 593 | 296 448 | 294 941 |

| 2017    | 2018    | 2019    | 2020    | 2021    | 2022    |
| ------- | ------- | ------- | ------- | ------- | ------- |
| 293 299 | 291 428 | 289 096 | 286 958 | 283 649 | 279 131 |

| 2024   | 2025   | - | - | - | - |
| ------ | ------ | - | - | - | - |
| 81 599 | 66 000 | - | - | - | - |

## Économie

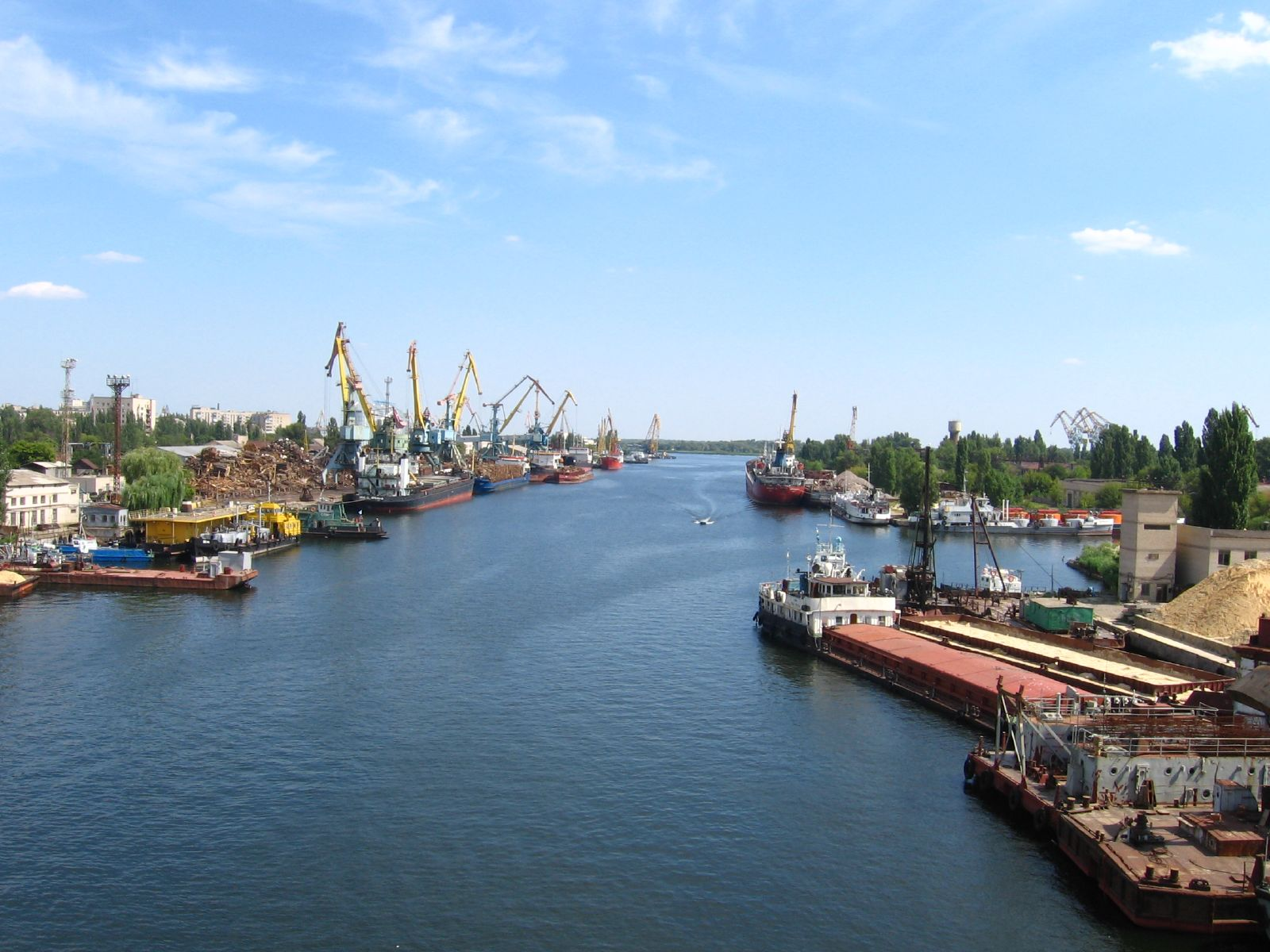
Vue d'une partie des installations des ports maritime et fluvial de Kherson.

La ville de Kherson est surtout connue pour ses chantiers navals et ses ports. Malgré le déclin industriel qui a touché l'ensemble des pays issus de l'éclatement de l'Union soviétique, la ville conserve une importante activité industrielle. Les secteurs les plus importants sont par ordre d'importance décroissante l'industrie agro-alimentaire (conserveries, traitement de la viande et du poisson, boulangeries industrielles, laiteries, fabriques de pâtes, etc.), la construction mécanique (construction et réparation navales, production de machines agricoles, de machines électriques...), la production de biens de consommation (filature de coton, traitement du cuir, fabriques de chaussures et de vêtements) et l'industrie chimique et pétrolière (raffinerie de pétrole en provenance de la Russie, chimie fine).

### Transports

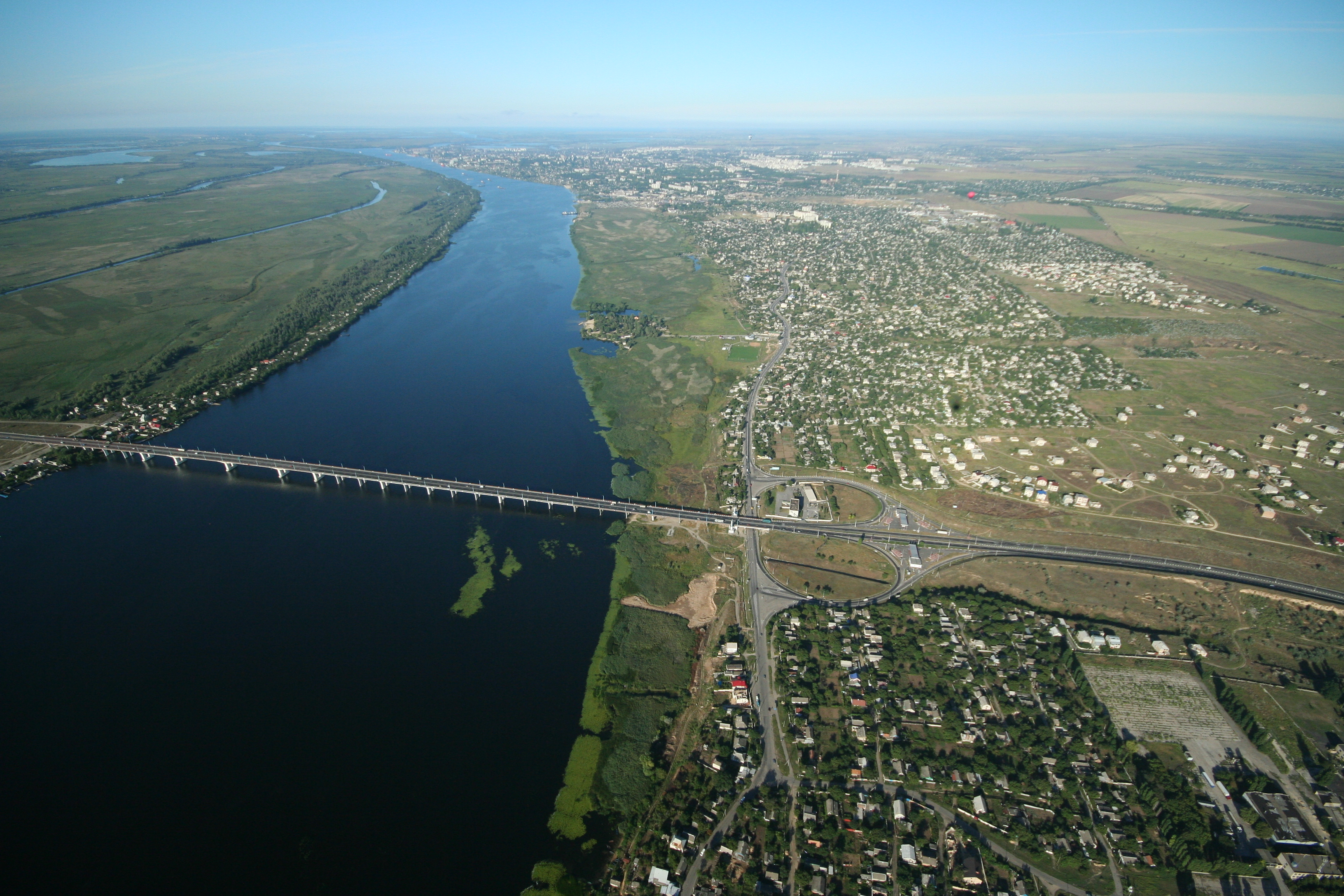
Le pont d'Antonivka est le seul ouvrage routier franchissant le Dniepr entre son embouchure sur la mer Noire et le barrage de Kakhovka distant de 120 kilomètres.

La ville est située sur l'axe majeur M14 (Route européenne 58) qui relie Odessa à l'ouest à Rostov-sur-le-Don en Russie à l'est. L'autre grand axe routier est la M17 (route européenne 97) qui partant de Kherson dessert la Crimée, la Russie (Novorossiïsk), la Géorgie (Soukhoumi) et la Turquie (Trébizonde). La M14 comme la M17 franchissent le Dniepr sur le pont autoroutier d'Antonivka qui est le seul ouvrage routier franchissant ce fleuve sur ses 120 derniers kilomètres. Par ailleurs une route classée comme régionale, la R47 longe la rive droite du Dniepr jusqu'au barrage de Kakhovka où elle franchit le Dniepr pour rejoindre la M14.
La ville dispose de trois gares dont la gare principale et la gare de Kherson-port. Trois lignes partent de la ville vers respectivement Mykolaïv, Dnipro et Sébastopol passant par le Pont ferroviaire d'Antonivka vers la Crimée. En temps de paix des liaisons quotidiennes existent avec plusieurs grandes villes d'Ukraine dont Lviv et la capitale Kiev.
Kherson dispose à la fois d'un important port fluvial sur le Dniepr et d'un port de commerce donnant sur la mer Noire (volume du fret maritime : quatre millions de tonnes en 2008).
L'aéroport international de Kherson assure des liaisons régulières avec d'autres villes d'Ukraine et vers la Turquie.

## Éducation et culture

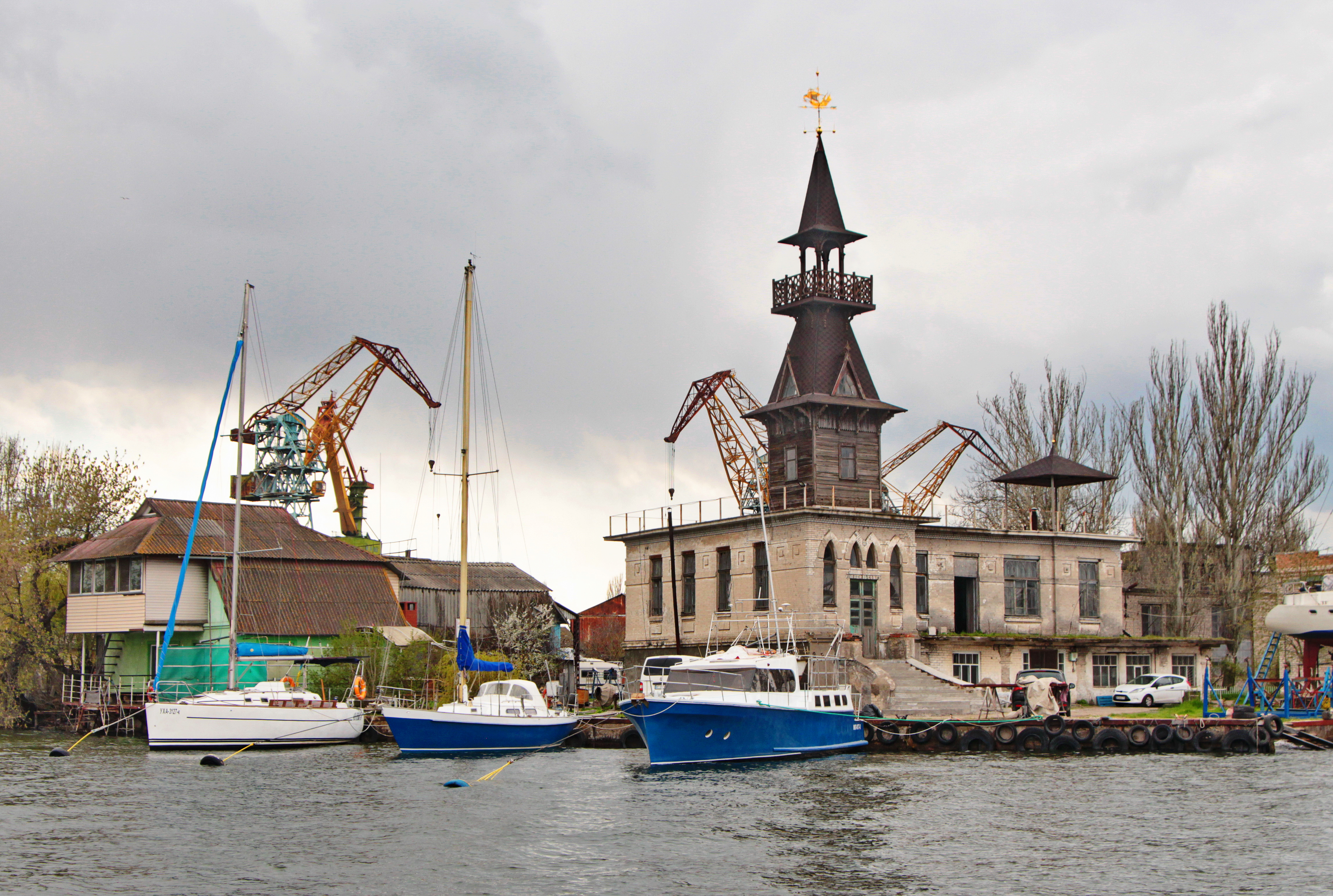
Le Yacht club classé de Kherson sur l'île Quarantaine.

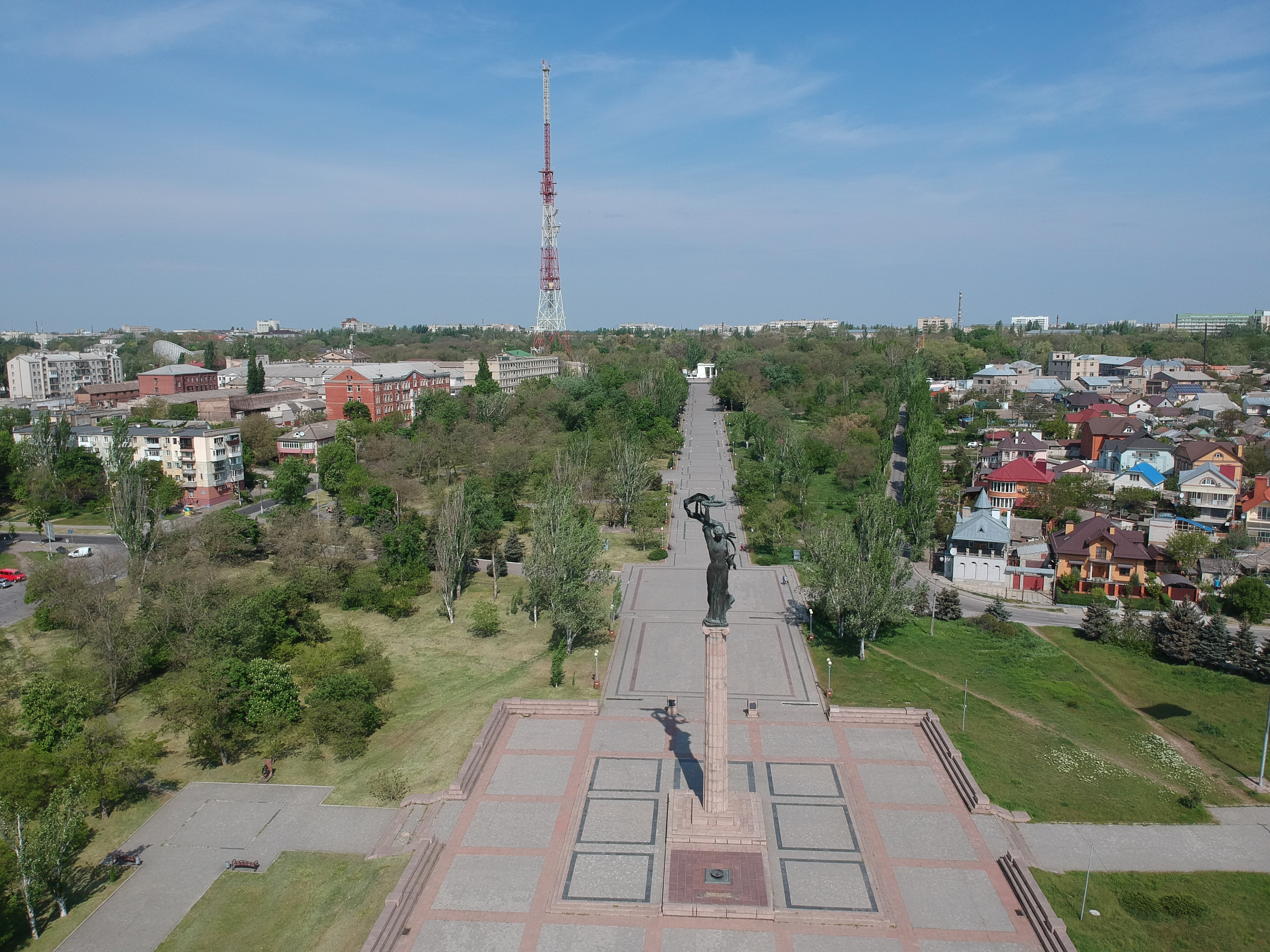
Le monument de la Victoire.

Kherson est un centre culturel et scientifique. La vie est le siège de quatre établissements d'enseignement supérieur : l'université d'État de Kherson, l'université technique nationale de Kherson, l'Académie maritime d'État de Kherson et l'université agricole d'État de Kherson), des écoles techniques spécialisées et plusieurs instituts de recherche. Kherson dispose d'un orchestre philharmonique d'un théâtre dramatique et d'un théâtre de marionnette. On y trouve également plusieurs musées :
- Le musée d'art de Kherson[30] expose une collection d'icônes ainsi que des peintures et sculptures ukrainiennes et russes.
- Le musée régional d'art populaire de Kherson
- Le musée de la littérature de Kherson.

## Monuments et édifices publics
Parmi les monuments historiques figurent les restes des remparts et des tours de la forteresse de Kherson démantelée en 1835, l'hôpital de la mer Noire construit entre 1803 et 1810, l'arsenal naval du 18e siècle.

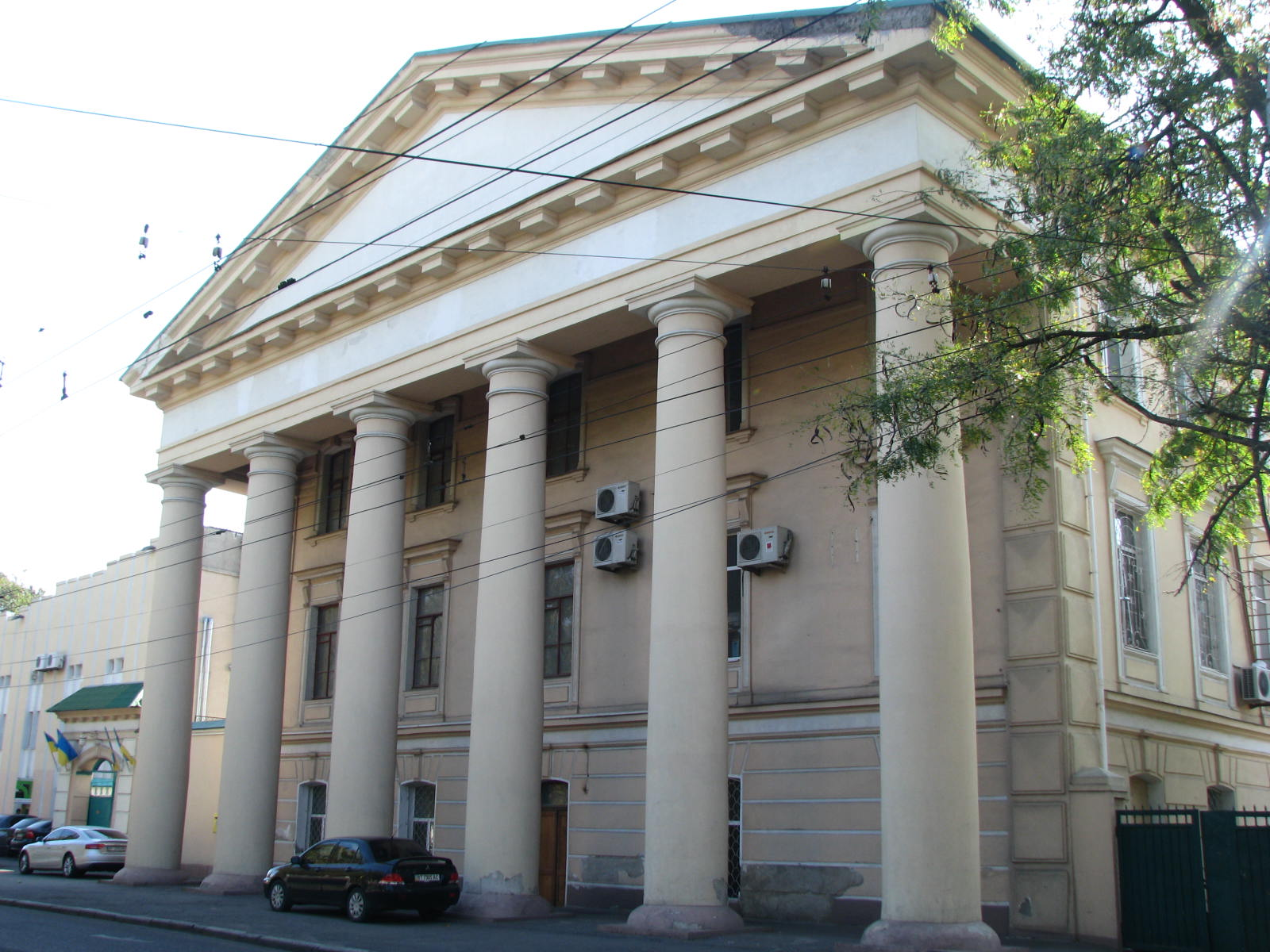
L'arsenal
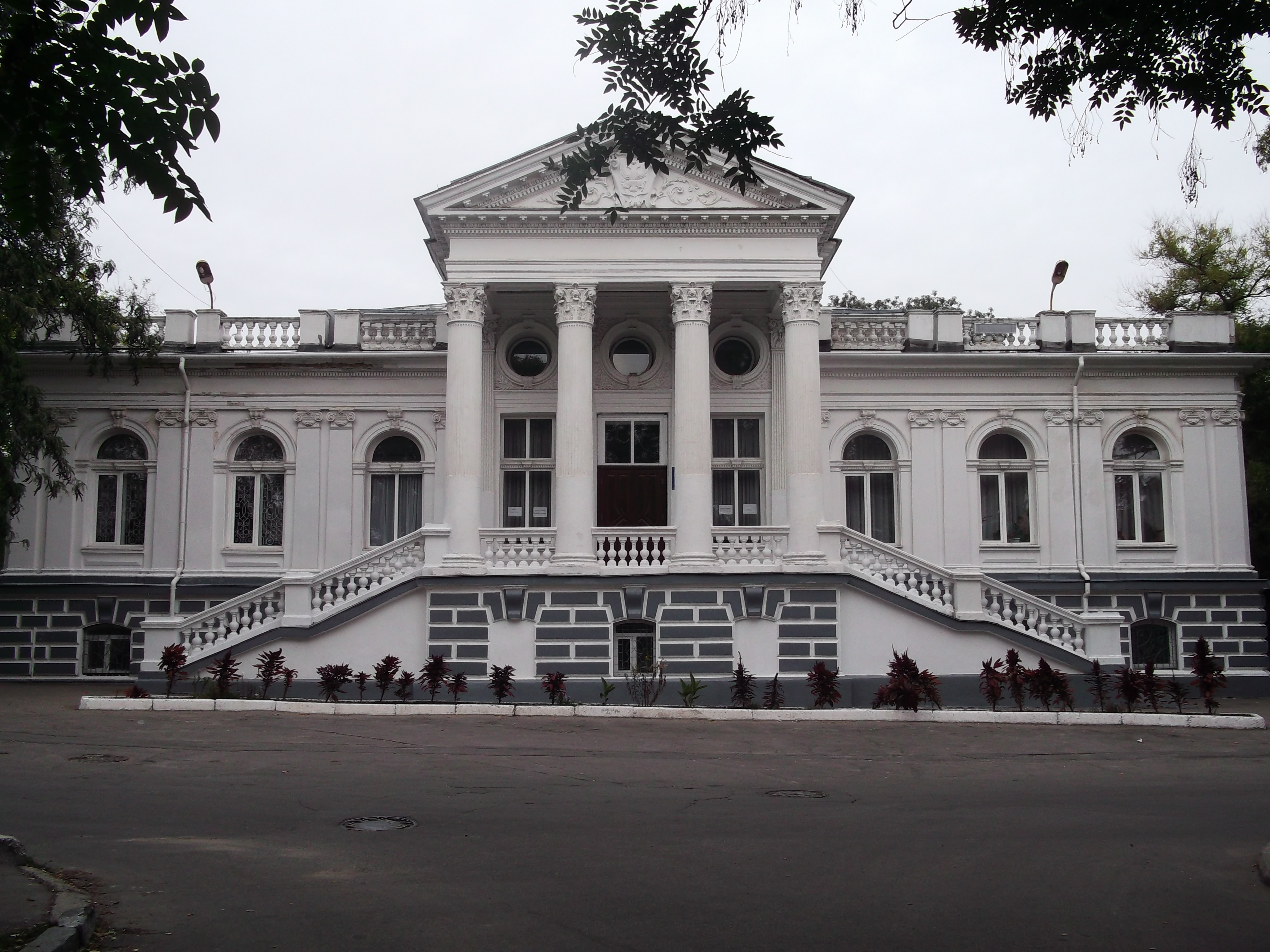
La bibliothèque
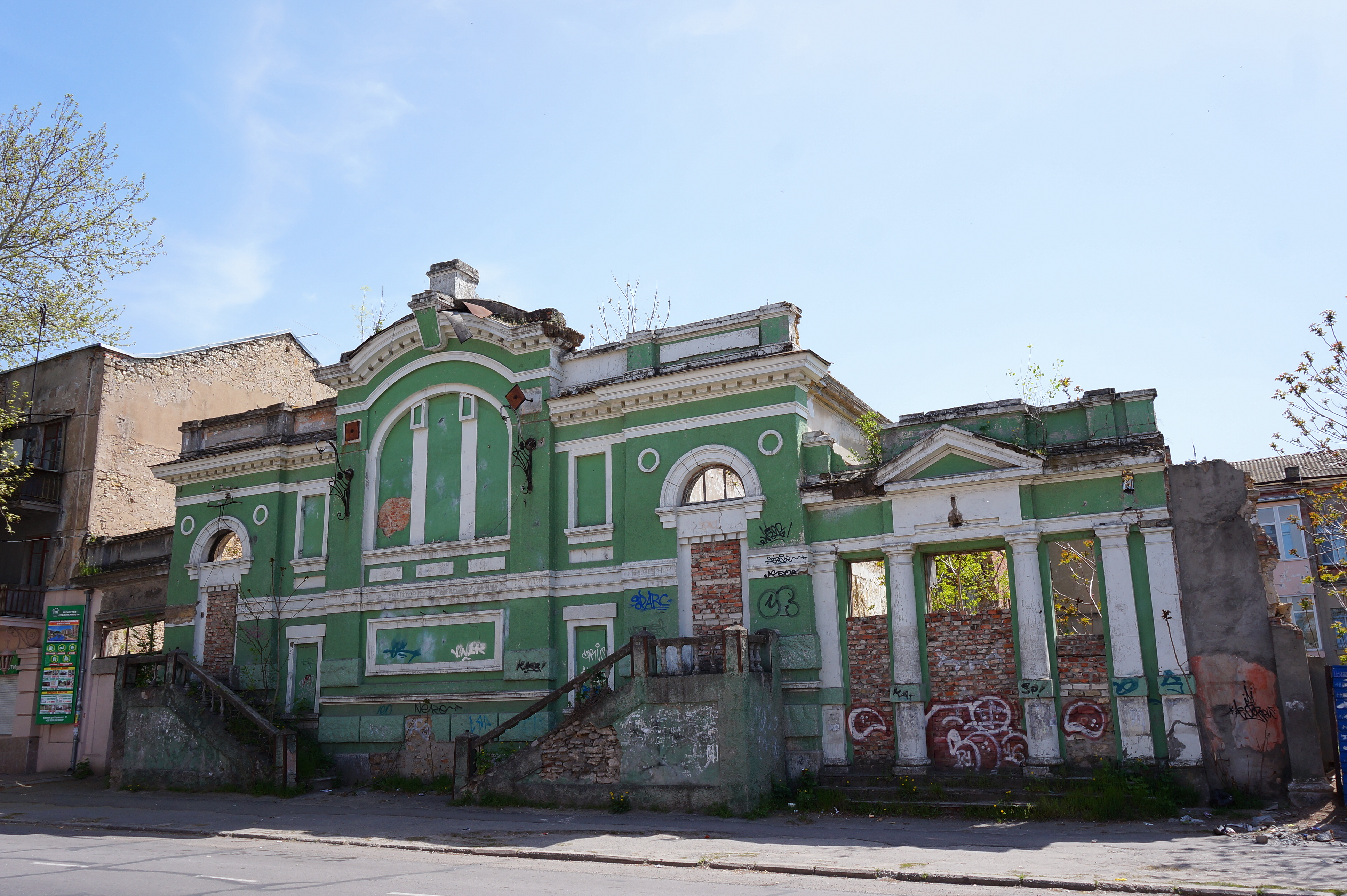
Le cinéma Empire
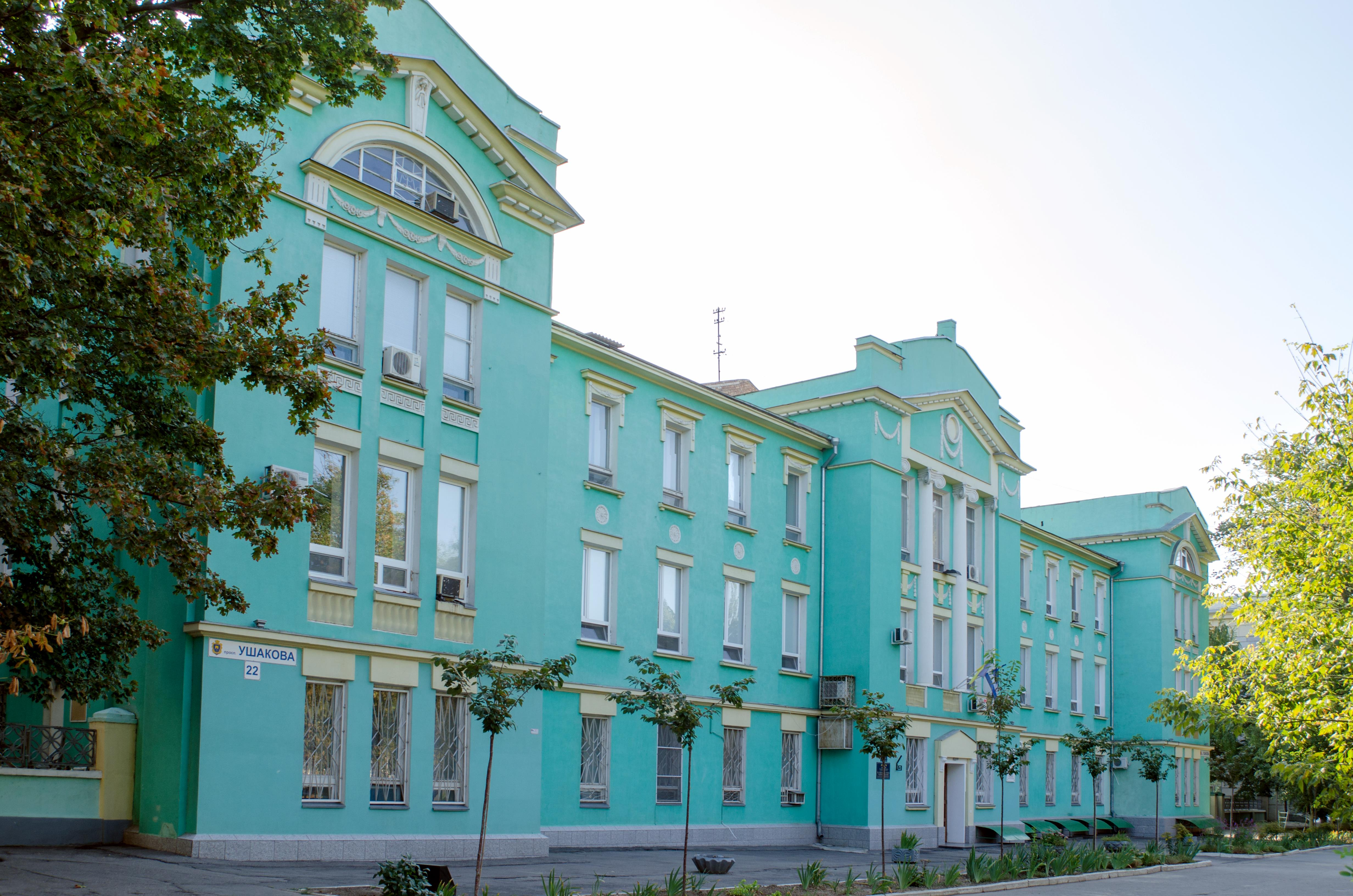
Le bâtiment de la Croix-Rouge russe
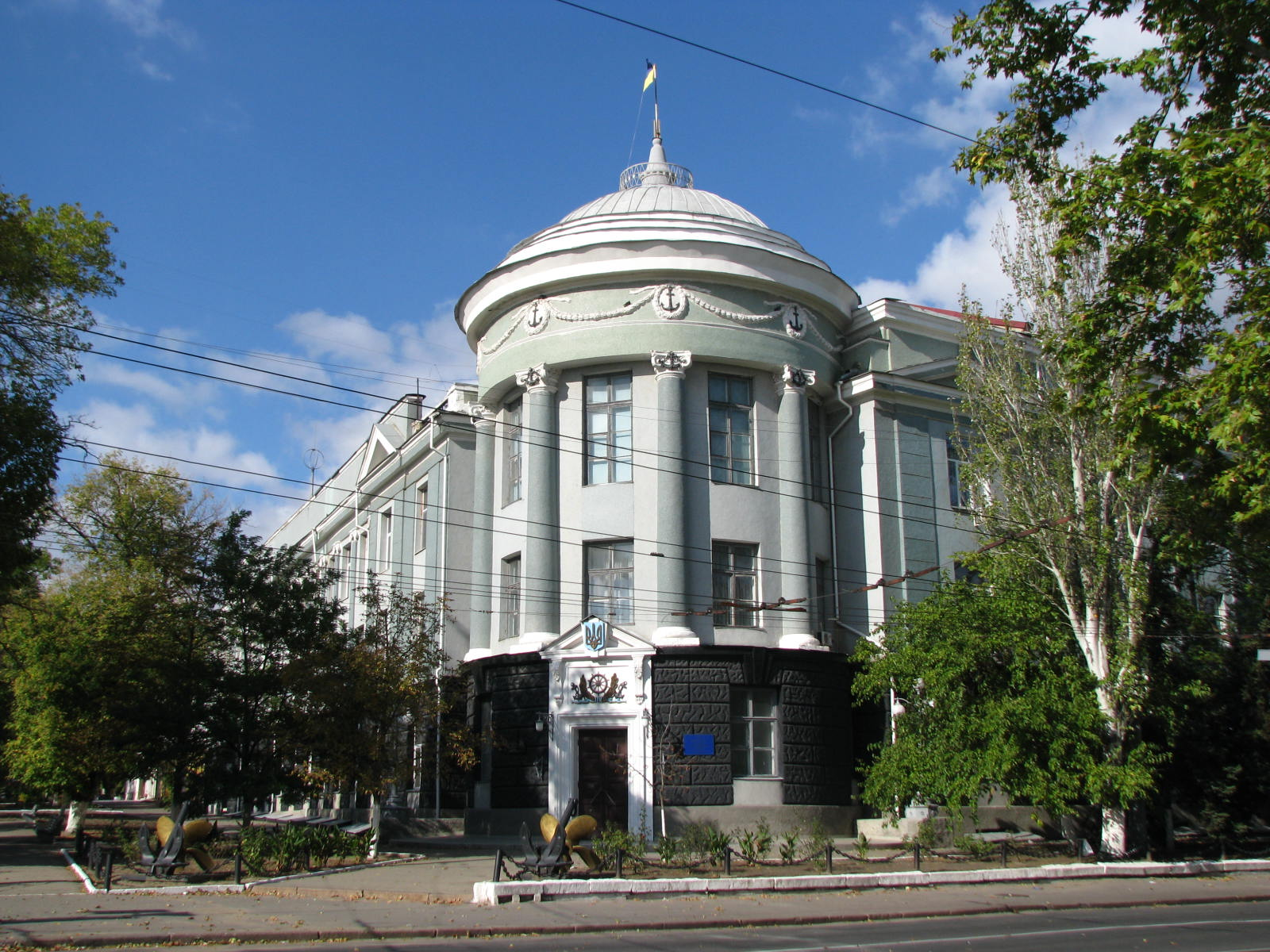
Le collège maritime[35].

### Patrimoine religieux
Le monument le plus ancien de Kherson est la cathédrale Sainte-Catherine de Kherson édifiée dans les années 1870 sous le règne de Catherine II dans laquelle se trouve la tombe de Grigori Potemkine.

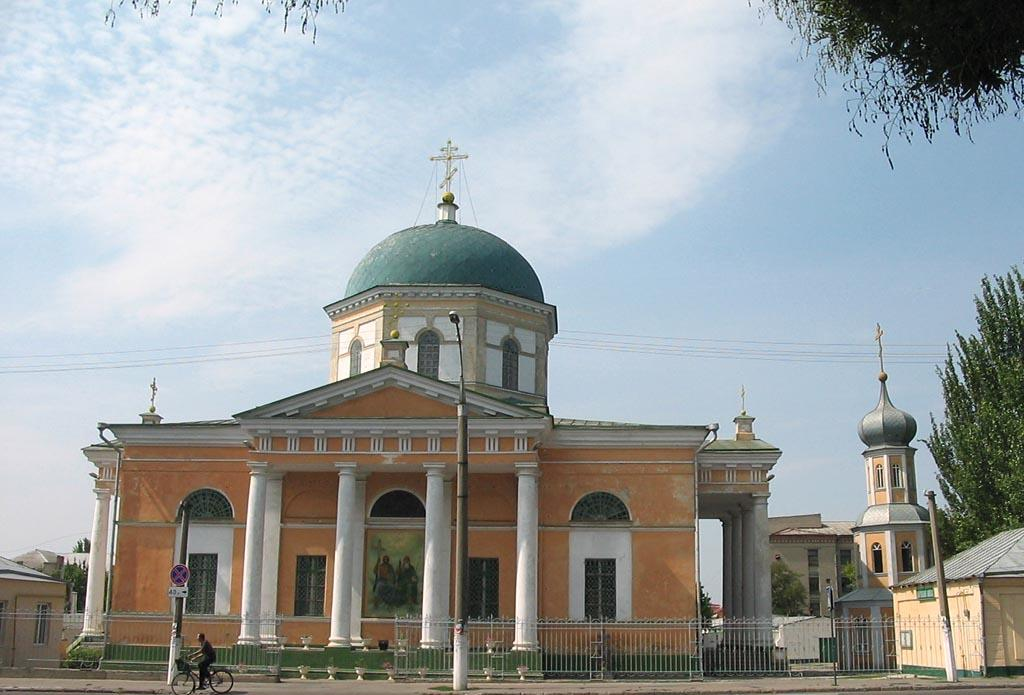
Cathédrale orthodoxe du Saint-Esprit de Kherson[36].
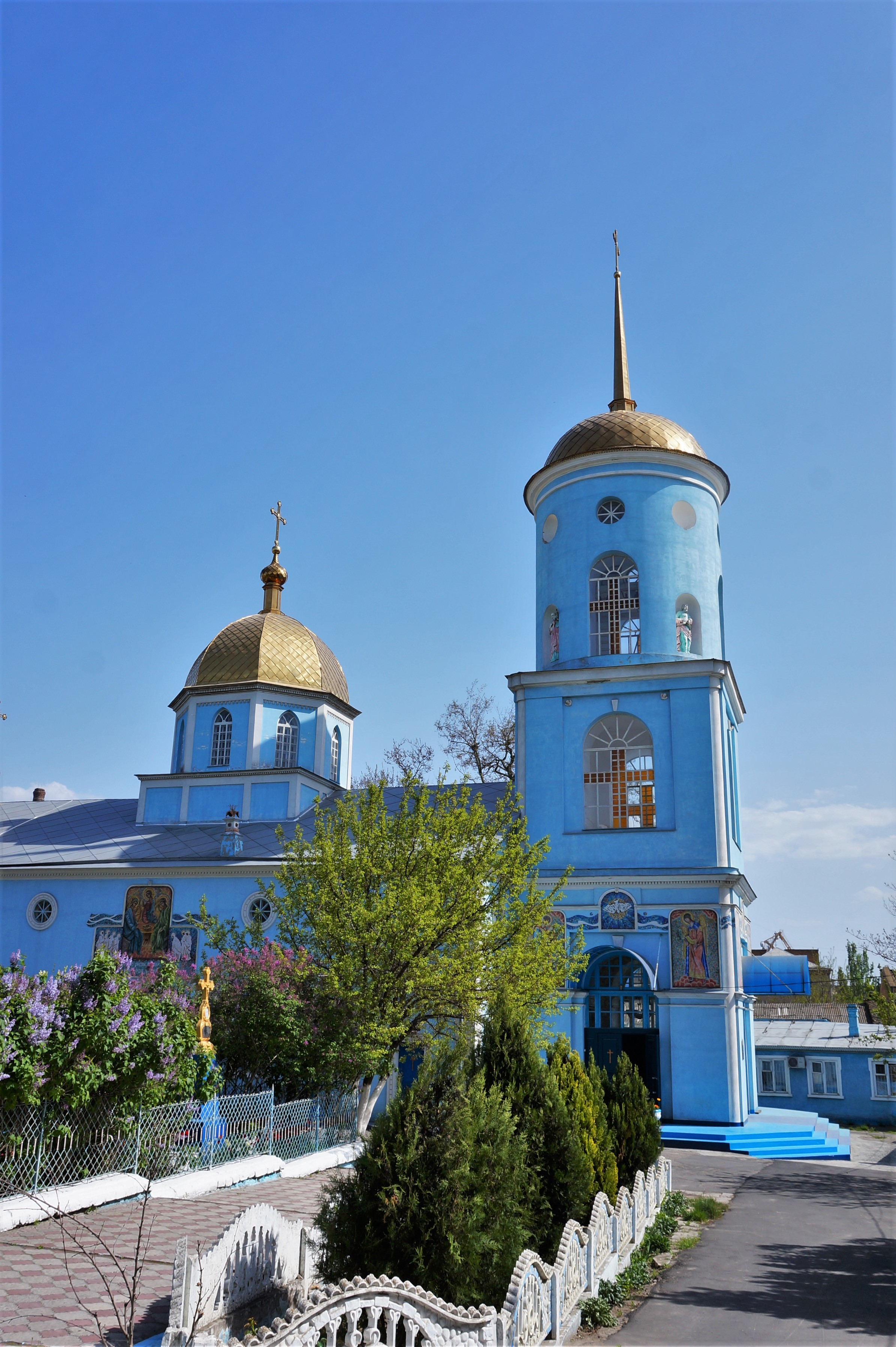
Église de la Nativité de la Vierge de Kherson.
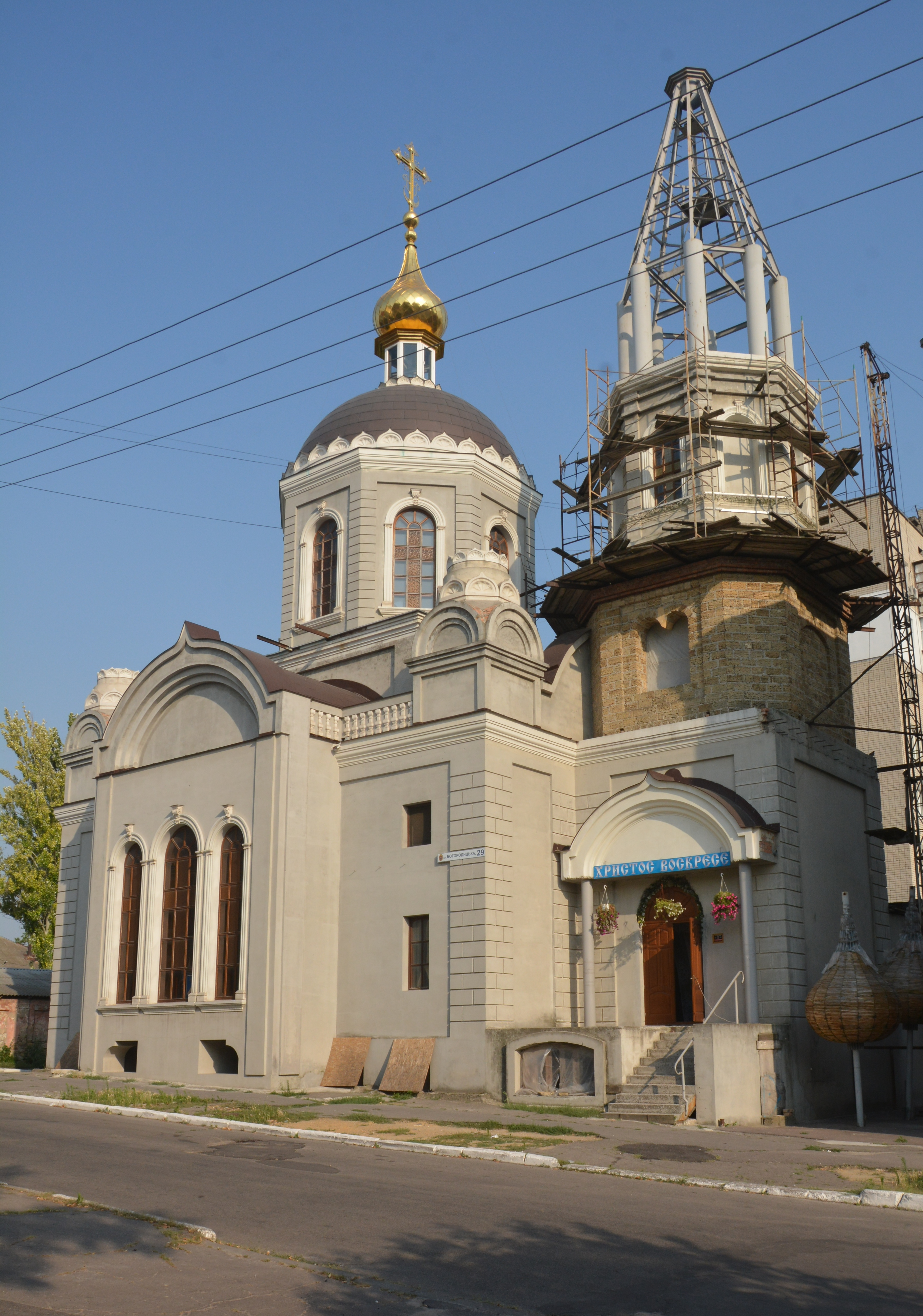
Église de la Nativité de la Sainte-Vierge de Kherson[37].
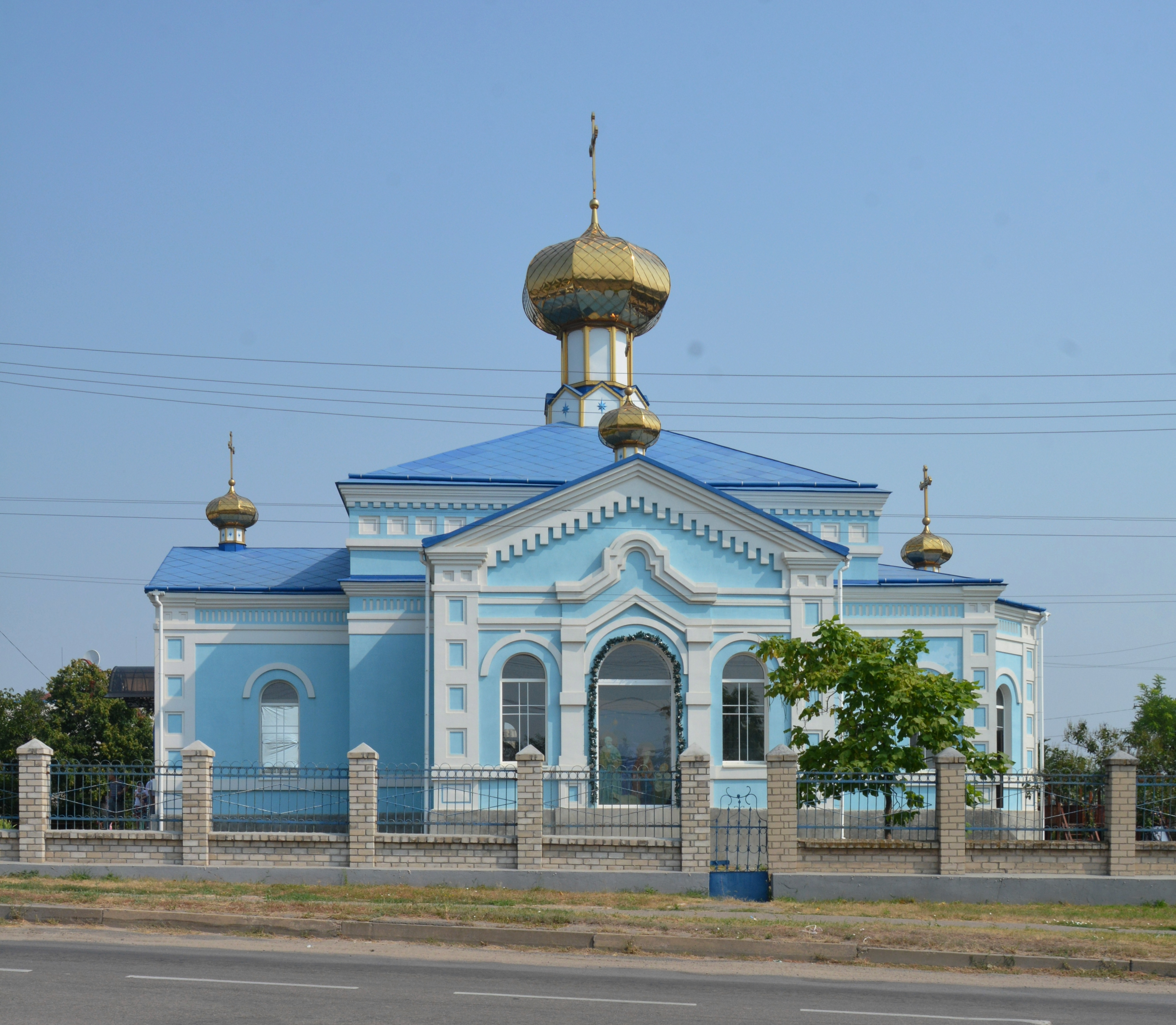
Église de la Nativité de la Sainte-Vierge de Kindyika[38].
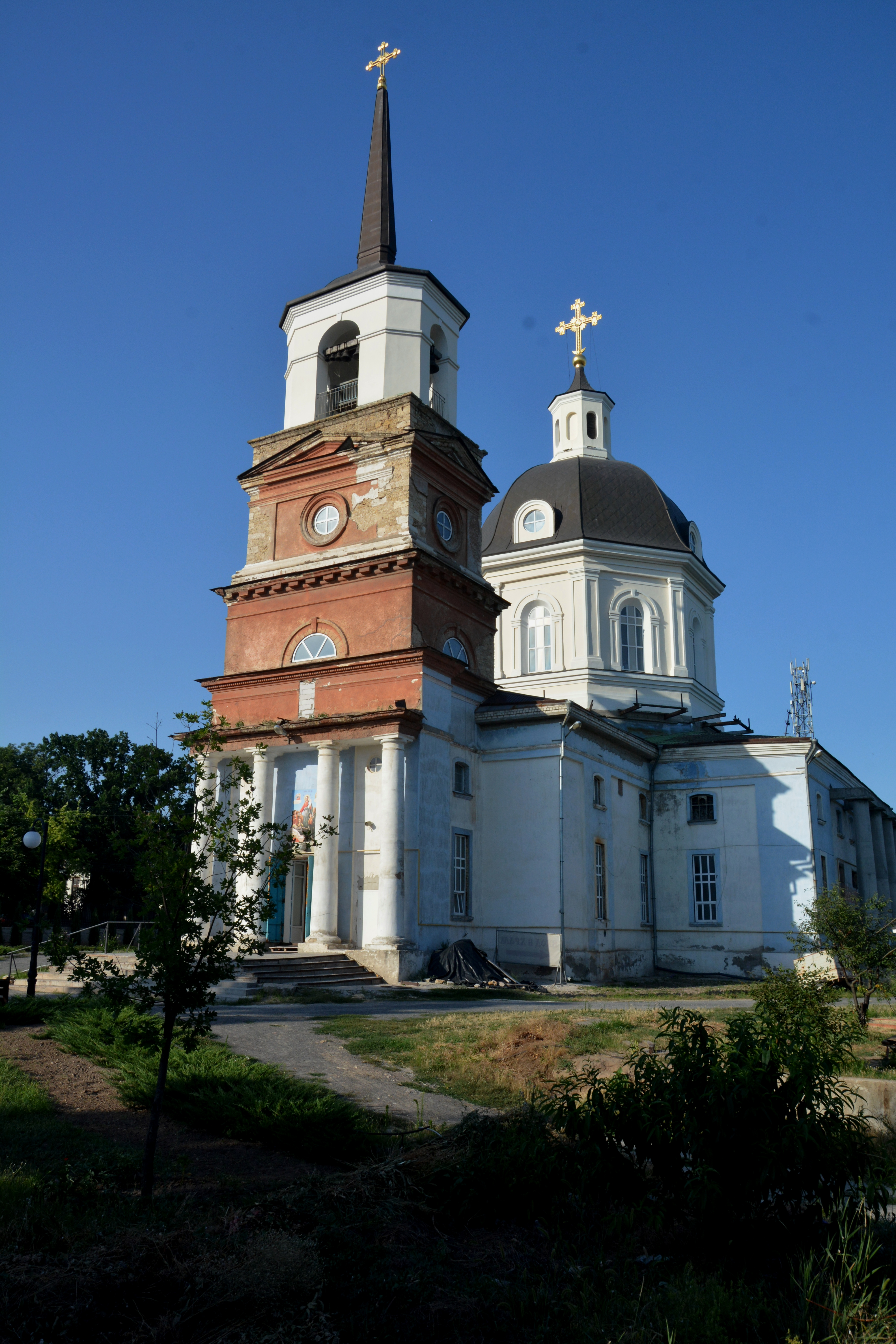
Cathédrale de la Dormition[39].
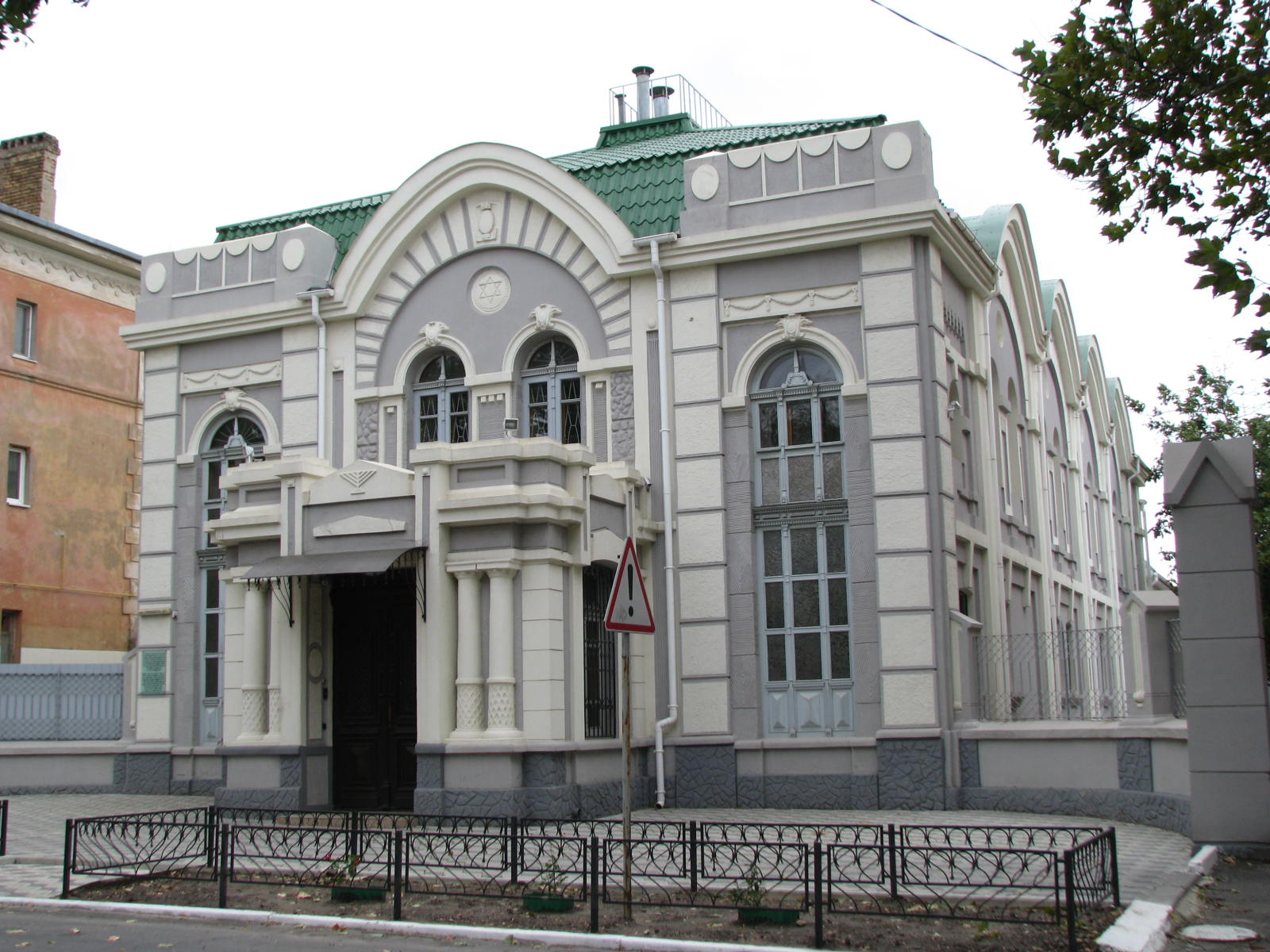
La synagogue Khabad[40].
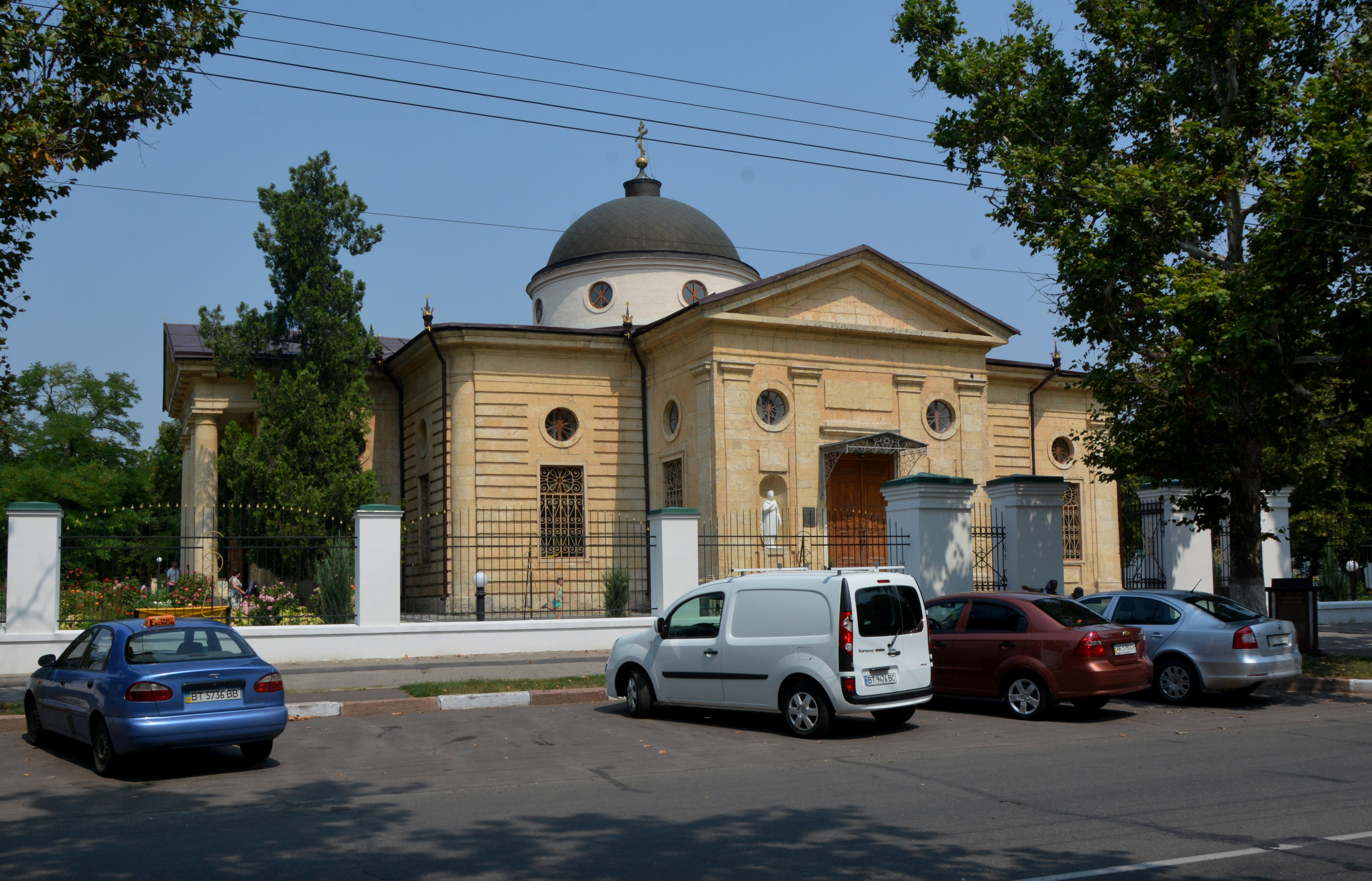
La cathédrale Sainte-Catherine de Kherson[41].

## Climat
Le climat de Kherson est de type continental humide à été chaud (Dfa). Il est caractérisé par quatre saisons bien distinctes avec des différences de température importantes. La température moyenne mensuelle est ainsi comprise entre 1,4 °C en janvier et 23,8 °C en juillet. Les précipitations sont modérées (444 mm/an) et réparties sur toute l'année.
| Mois                                        | jan.       | fév.       | mars       | avril     | mai       | juin      | jui.      | août      | sep.      | oct.      | nov.       | déc.       | année      |
| ------------------------------------------- | ---------- | ---------- | ---------- | --------- | --------- | --------- | --------- | --------- | --------- | --------- | ---------- | ---------- | ---------- |
| Température minimale moyenne (°C)           | −4,4       | −3,8       | 0          | 5         | 10,6      | 15,3      | 17,5      | 16,7      | 11,8      | 6,3       | 1,6        | −2,2       | 6,2        |
| Température moyenne (°C)                    | −1,6       | −0,6       | 4,1        | 10,6      | 16,7      | 21,2      | 23,8      | 23,3      | 17,5      | 10,9      | 4,7        | 0,4        | 10,9       |
| Température maximale moyenne (°C)           | 1,4        | 3,1        | 8,8        | 16,5      | 22,9      | 27,5      | 30,3      | 30,1      | 23,7      | 16,1      | 8,4        | 3,3        | 16         |
| Record de froid (°C) date du record         | −26,3 2006 | −24,4 1985 | −20,2 1987 | −7,9 2004 | −1,5 2000 | 5,5 2016  | 9,2 1993  | 6,6 1984  | −5 1977   | −7,6 2003 | −16,2 1993 | −22,2 1969 | −26,3 2006 |
| Record de chaleur (°C) date du record       | 15,2 2013  | 18,6 1989  | 22,7 2014  | 32 2012   | 37,7 2007 | 39,5 2009 | 40,5 2002 | 40,7 2010 | 36,4 2018 | 32 1999   | 21,8 2010  | 17,2 1961  | 40,7 2010  |
| Ensoleillement (h)                          | 63,7       | 82,7       | 134,2      | 193,3     | 275,8     | 294,7     | 318,5     | 301,5     | 228,4     | 153,8     | 77,6       | 50,1       | 2 174,3    |
| Précipitations (mm)                         | 33         | 28         | 30         | 32        | 43        | 59        | 44        | 29        | 38        | 36        | 34         | 38         | 444        |
| dont neige (cm)                             | 2          | 3          | 1          | 0         | 0         | 0         | 0         | 0         | 0         | 0         | 0          | 1          | 7          |
| Record de pluie en 24 h (mm) date du record | 25 1895    | 28 1941    | 33 1980    | 44 2016   | 57 1979   | 67 1948   | 86 1956   | 102 1989  | 79 1988   | 92 2010   | 32 1998    | 34 1955    | 102 1989   |
| Nombre de jours avec précipitations         | 9          | 7          | 9          | 12        | 11        | 11        | 9         | 6         | 9         | 9         | 12         | 10         | 114        |
| Humidité relative (%)                       | 86         | 83         | 78         | 69        | 66        | 66        | 63        | 62        | 69        | 77        | 85         | 87         | 74         |
| Nombre de jours avec neige                  | 11         | 10         | 6          | 0         | 0         | 0         | 0         | 0         | 0         | 0,3       | 4          | 8          | 39         |
| Nombre de jours d'orage                     | 0,1        | 0,1        | 0,03       | 1         | 4         | 7         | 5         | 3         | 2         | 1         | 0,3        | 0,1        | 24         |
| Nombre de jours avec brouillard             | 7          | 6          | 5          | 4         | 3         | 2         | 1         | 1         | 3         | 5         | 7          | 8          | 52         |

| Diagramme climatique                                  |           |        |         |            |            |            |            |            |           |          |           |
| J                                                     | F         | M      | A       | M          | J          | J          | A          | S          | O         | N        | D         |
| 1,4−4,433                                             | 3,1−3,828 | 8,8030 | 16,5532 | 22,910,643 | 27,515,359 | 30,317,544 | 30,116,729 | 23,711,838 | 16,16,336 | 8,41,634 | 3,3−2,238 |
| Moyennes : • Temp. maxi et mini °C • Précipitation mm |           |        |         |            |            |            |            |            |           |          |           |

## Personnalités

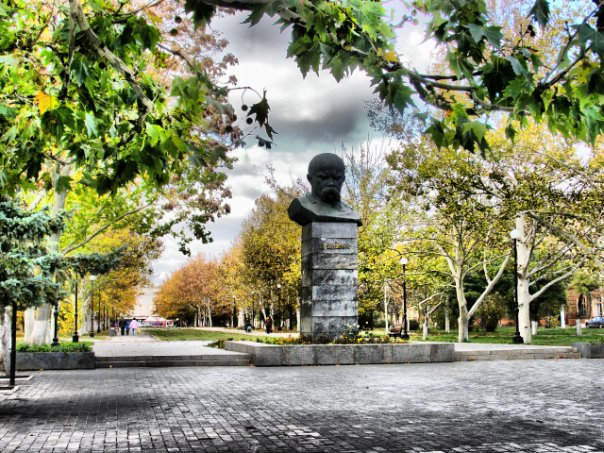
Buste de Taras Chevtchenko, Registre national des monuments immeubles d'Ukraine.

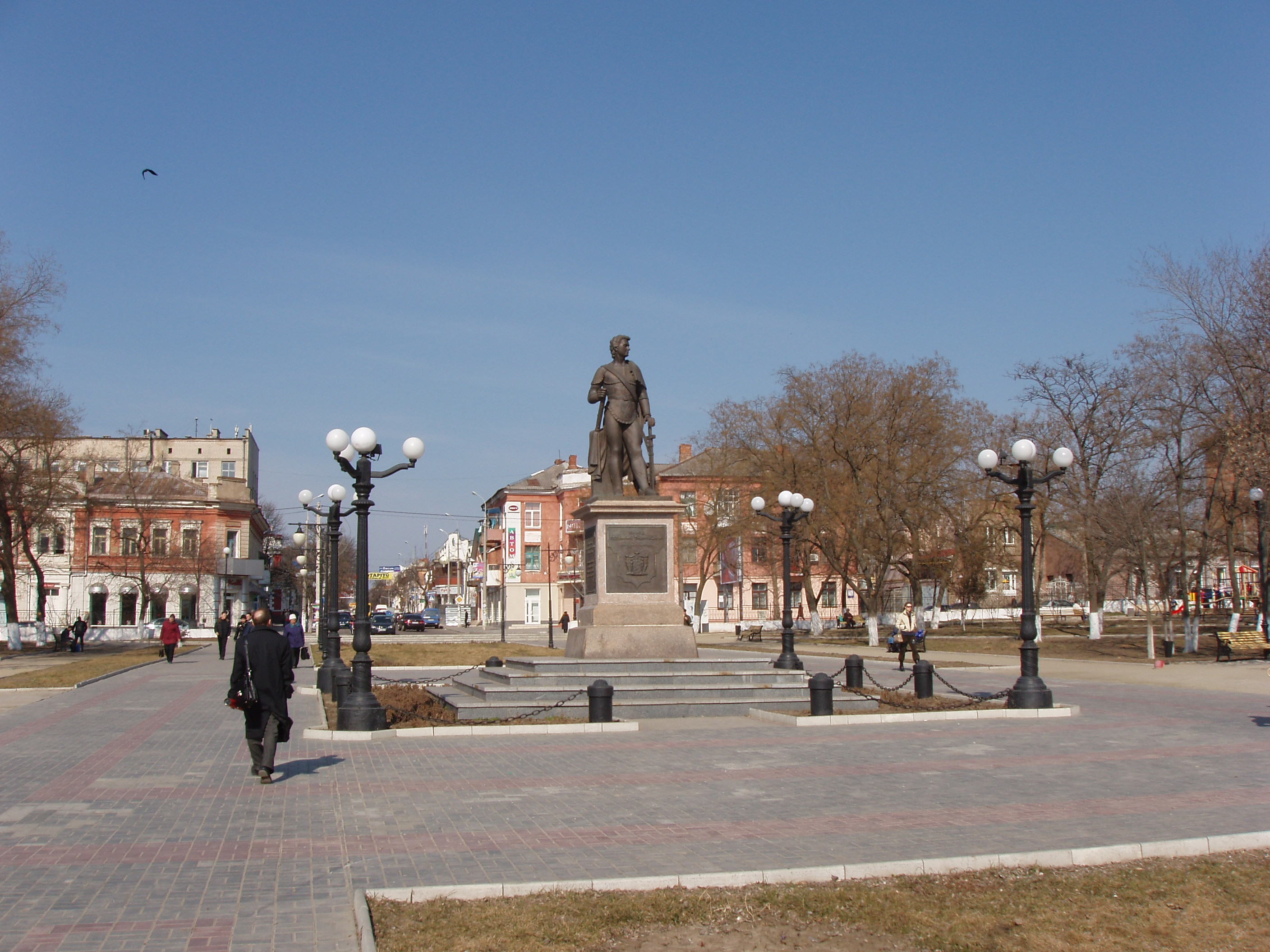
Statue de Potemkine, le fondateur de la ville.

Du XIXe siècle jusqu'à l'holocauste, Kherson a été le foyer d'une importante population juive. Celle-ci a donné plusieurs célébrités : le leader révolutionnaire et dirigeant soviétique Léon Trotski (1879-1940 né Lev Davidovitch Bronstein), Moshé Sharett (1894-1965 né Moshe Shertok), le deuxième premier ministre d'Israël et Sidney Reilly (1873-1925, né Salomon Rosenblum), un maître espion et playboy international considéré comme ayant servi de modèle à Ian Fleming pour le personnage de James Bond. Le fondateur de la ville, Grigori Potemkine, est enterré à Kherson dans la cathédrale Sainte-Catherine. Les autres personnalités nées à Kherson sont :
- Dora Brilliant (1880-1907), révolutionnaire russe.
- Oleksi Almazov, (1886-1936), général ukrainien.
- Inna Chevtchenko (1990-), militante Femen.
- Oleksiy Chovkounenko (1884-1974), peintre.
- Emil Cooper (1877-1960), chef d'orchestre russe puis américain.
- Sergueï Garmach (1958-), acteur soviétique puis russe.
- Mircea Ionescu-Quintus (1917-2007), homme politique, écrivain et juriste roumain.
- Iouri Kerpatenko (1976-2022), chef d'orchestre ukrainien.
- Larisa Latynina (1934-), athlète soviétique puis ukrainienne.
- Tetyana Lysenko (1975-), gymnaste soviétique, puis ukrainienne.
- Sergueï Stanichev (1966-), homme politique bulgare.

## Jumelages
La ville de Kherson est jumelée avec :
- Zalaegerszeg (Hongrie)
- Choumen (Bulgarie)
- Bizerte (Tunisie)